# Pfullendorf

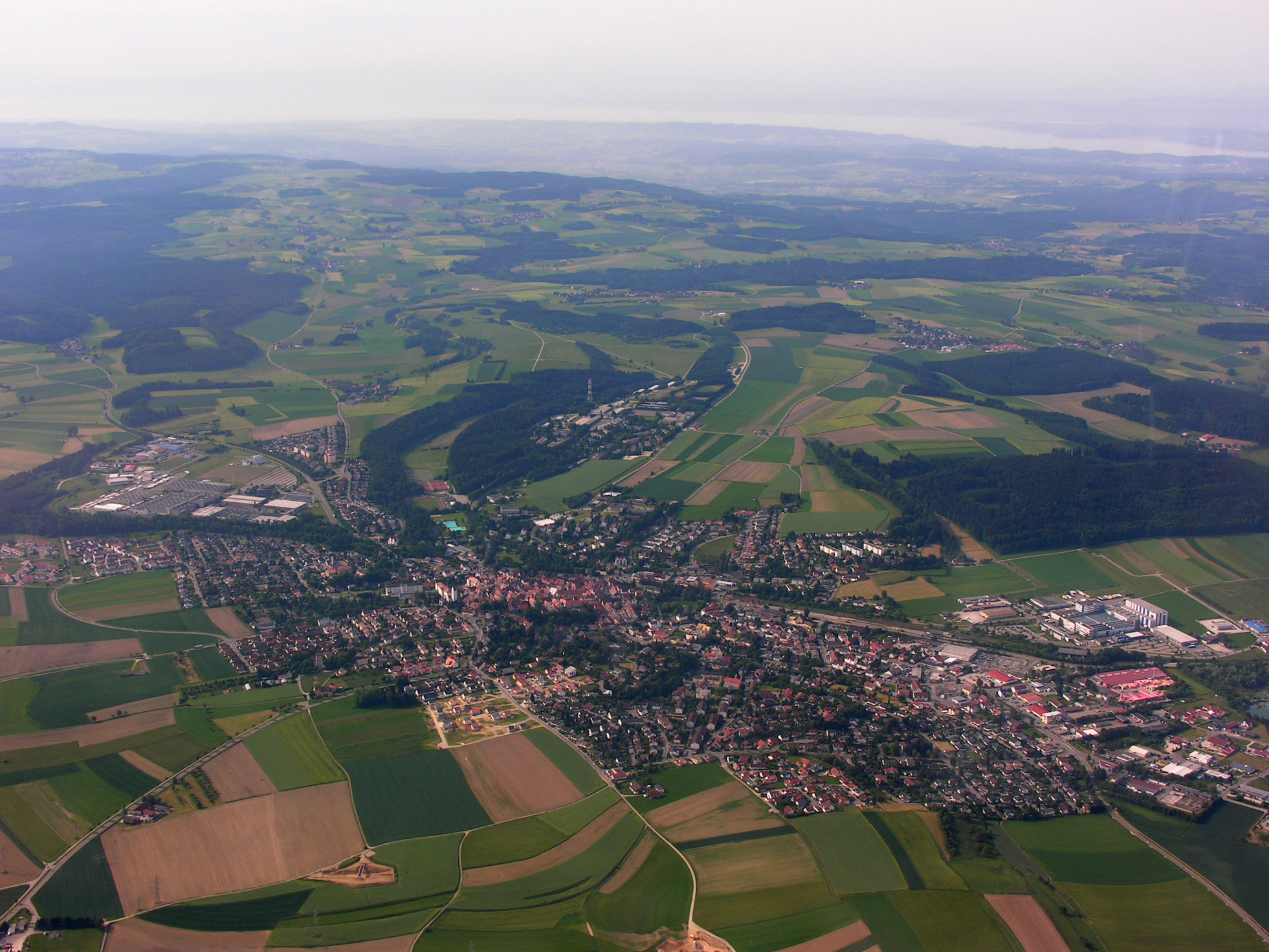
Blick über die Stadt zum Bodensee

Pfullendorf ist eine Kleinstadt im baden-württembergischen Landkreis Sigmaringen. Pfullendorf erhielt 1220 das Stadtrecht und war von 1282 bis 1803 Freie Reichsstadt.

## Geographie

### Lage

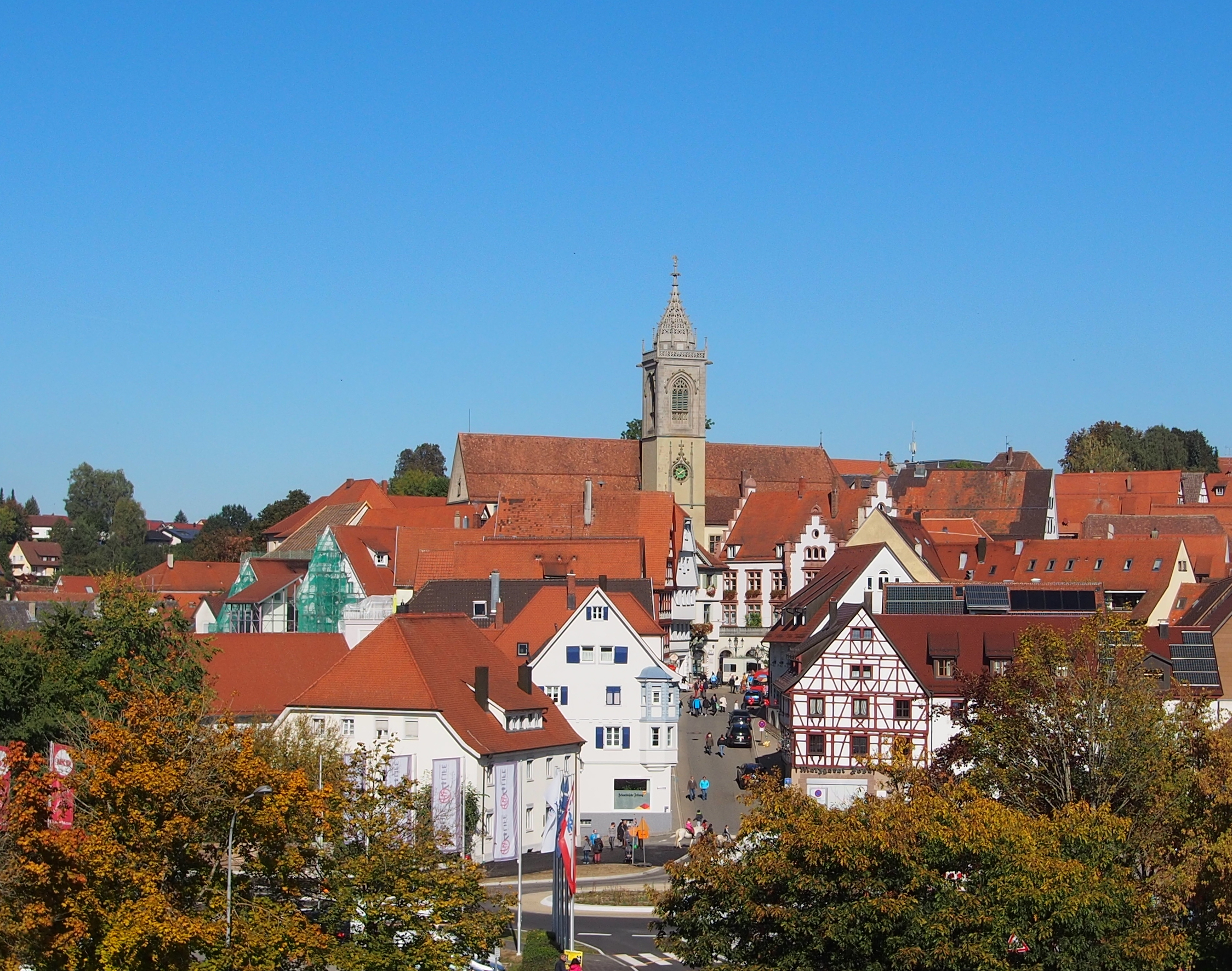
Blick auf die Altstadt

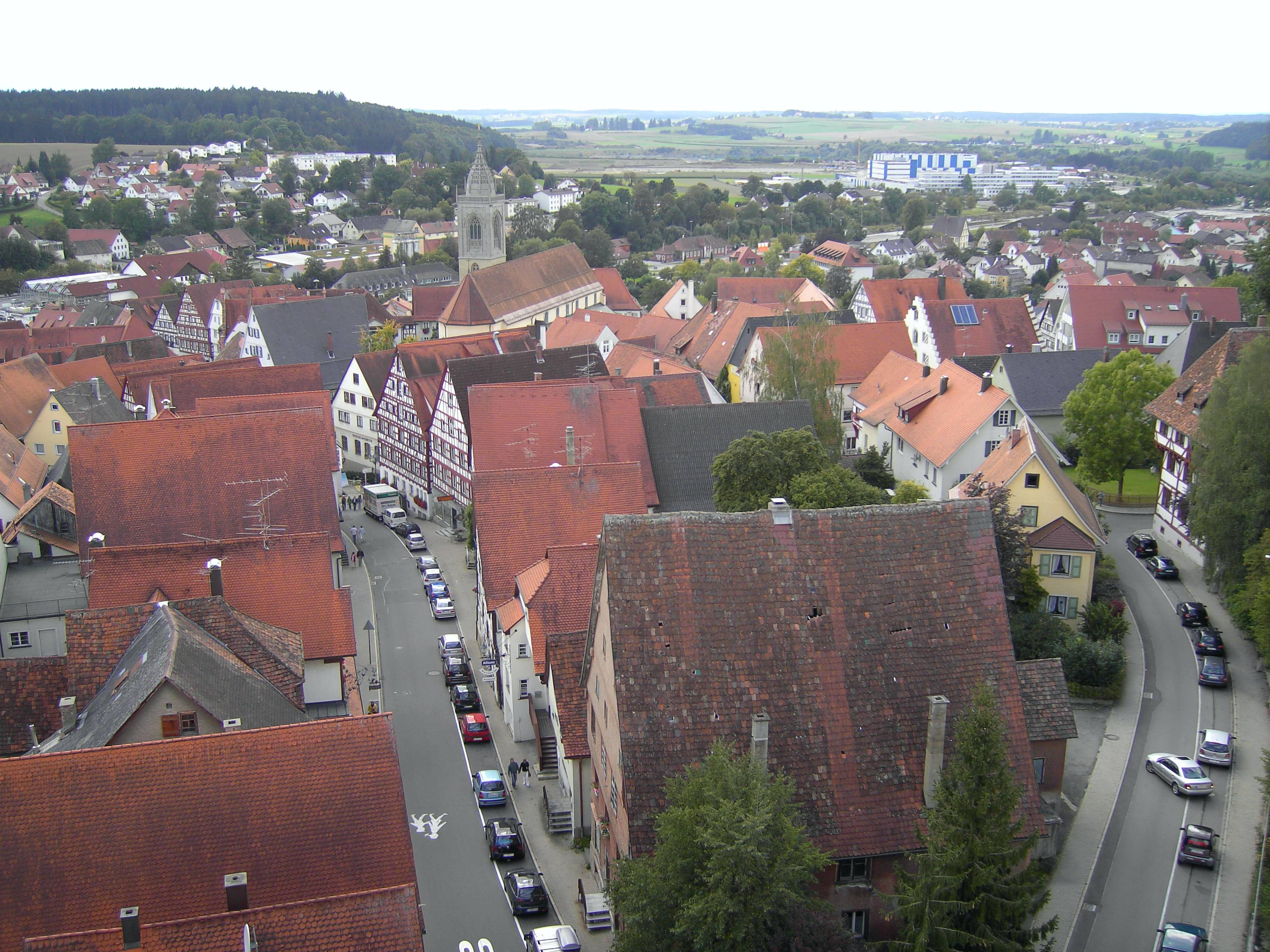
Blick vom Oberen Tor

Die Stadt Pfullendorf liegt in topographischer Hanglage, rund 20 Kilometer nördlich des Bodensees im hügeligen Gelände des Linzgaus.
Das Pfullendorfer Gemeindegebiet liegt auf der Europäischen Hauptwasserscheide zwischen Rhein und Donau. Die Wasserscheide verläuft durch Straß, südlich des Pfullendorfer Teilortes Denkingen, nach Aftholderberg auf einem Moränenwall der äußeren Würmendmoräne. Die Wasserscheide kreuzt anschließend die Straße Pfullendorf – Aach-Linz und verlässt nördlich von Aach-Linz das Gemeindegebiet.
Der Andelsbach fließt vom Höchsten (838 m ü. NHN) in die Ablach und von dort in die Donau. Die Linzer Aach fließt in den Bodensee (Rhein).

### Geologie
Pfullendorf befindet sich an einem Molassehang. Die Moränenlandschaft ist durch verschiedene Eiszeiten entstanden.

### Nachbargemeinden
Pfullendorfs Nachbargemeinden sind Krauchenwies im Norden, Ostrach im Osten, Illmensee im Südosten, Heiligenberg im Süden, Herdwangen-Schönach im Südwesten sowie Wald im Westen.

### Raumplanung
Pfullendorf bildet ein Mittelzentrum des Regionalverbands Bodensee-Oberschwaben. Der Mittelbereich umfasst die südwestlichen Gemeinden des Landkreises Sigmaringen, im Einzelnen die Städte und Gemeinden (in alphabetischer Folge) Herdwangen-Schönach, Illmensee, Leibertingen, Meßkirch, Pfullendorf, Sauldorf und Wald.

### Stadtgliederung
Die Stadt Pfullendorf unterscheidet die Kernstadt Pfullendorf (mit der Stadt Pfullendorf, dem Weiler Brunnhausen, der Siedlung Am Galgenbühl, den Höfen Im Galgenteich, St. Ruhe, Schönbrunnerhof und Vorderstock und den Häusern Am Andelsbach, Maria Schray und Theuerbach) sowie die Ortschaften Aach-Linz (mit dem Ort Aach-Linz, dem Dorf Sahlenbach, dem Weiler Reute, den Höfen Mittlere Mühle, Schallerhof, Schlegelhof und Untere Mühle und den Häusern Auf der Haige, Buchschoren, Klein-Karlsruhe und Steinbruch), Denkingen (mit den Dörfern Denkingen, Langgassen und Straß, den Weilern Andelsbach und Hilpensberg und den Häusern Forsthaus und Straßmühle), Gaisweiler (mit dem Dorf Gaisweiler, dem Weiler Tautenbronn und dem Gehöft Bethlehem), Großstadelhofen (mit dem Dorf Großstadelhofen, den Weilern Kleinstadelhofen, Sylvenstal und Wattenreute, den Höfen Egelsee und Krähenried und dem Haus Furtmühle), Mottschieß (mit dem Dorf Mottschieß), Otterswang (mit dem Dorf Otterswang, den Weilern Litzelbach und Weihwang und den Höfen Hilarihof und Sägmühle) und Zell am Andelsbach (mit den Dörfern Zell am Andelsbach und Schwäblishausen).
| Wappen             | Stadtteil               | Einwohner (Stand: Mai/Juni 2015) | Fläche  |
| ------------------ | ----------------------- | -------------------------------- | ------- |
| Pfullendorf        | Pfullendorf (Kernstadt) | 9709                             | ?       |
| Aach-Linz          | Aach-Linz               | 1258                             | ?       |
| Denkingen          | Denkingen               | 935                              | ?       |
| Gaisweiler         | Gaisweiler              | 121                              | 366 ha  |
| Großstadelhofen    | Großstadelhofen         | 412                              | 1003 ha |
| Mottschieß         | Mottschieß              | 131                              | 155 ha  |
| Otterswang         | Otterswang              | 195                              | 529 ha  |
| Zell am Andelsbach | Zell am Andelsbach      | 251                              | ?       |

### Schutzgebiete
In Pfullendorf gibt es mit den Gebieten Egelsee-Ried, Kreuzäcker und Taubenäcker insgesamt drei Naturschutzgebiete. Daneben hat Pfullendorf einen kleinen Anteil am Landschaftsschutzgebiet Ruhestettener Ried. Abgesehen von den Kreuzäckern gehören alle genannten Gebiete zum FFH-Gebiet Riede und Gewässer bei Mengen und Pfullendorf.

## Geschichte

### Frühgeschichte
Bereits in vor- und frühgeschichtlicher Zeit fanden sich in der Gegend um Pfullendorf Siedlungsspuren. Etwa einen Kilometer nördlich von Ruhestetten, einem Teilort der Nachbargemeinde Wald und rund fünf Kilometer westlich von Pfullendorf, findet sich im Wald ein Grabhügel. Südlich davon im Gewann Gertholz befinden sich die Reste einer Viereckschanze an der Straße von Aach-Linz nach Herdwangen. Diese Schanze aus der späten La-Tène-Zeit dürfte aus der Zeit um 100 v. Chr. stammen und könnte mit den spätlatènezeitlichen Streufunden (mögliche Siedlung) im Gewann Thiergarten zusammenhängen. Ebenfalls bei Aach-Linz, im Wald Remser Holz befinden sich die Reste einer vor- oder frühgeschichtlichen Wallanlage.
Römische Mauerreste einer Villa Rustica im Gewann Maueräcker (Aach-Linz) weisen auf eine spätere gallorömische Besiedlung hin. Diese Villa Rustica wie auch die entfernter liegenden in Mettenbuch und Burgweiler wurde möglicherweise im späten 3. Jahrhundert n. Chr. von einfallenden Germanenhorden zerstört oder aufgegeben.

### Mittelalter
Die Besiedlung des oberen Linzgaus erfolgte durch die hier von den Franken angesiedelten Alamannen erst nach 500 n. Chr. Das Dorf Pfullendorf (Dorf am Pfuhl = Sumpf) dürfte im 9. Jahrhundert n. Chr. gegründet worden sein, und zwar am Ort der heute so genannte „Vorstadt“. Östlich und unabhängig davon gründeten Bürger um die etwa 1150/55 auf einem Molassehügel errichtete Burg des Grafen Rudolf von Pfullendorf in deren Schutz, oberhalb der Senke des heutigen Stadtweihers, ihre Niederlassung. Sie entwickelte sich im 12. Jahrhundert zu einer Marktsiedlung, deren Häuser 1219 einer Feuersbrunst zum Opfer fielen.
Die Grafen von Pfullendorf werden erstmals gegen Ende des 11. Jahrhunderts erwähnt. Rudolf von Pfullendorf war wohl der mächtigste, aber auch letzte von ihnen; er besaß Ländereien und Besitzrechte im Linzgau und rund um den Bodensee. Er war der Schwiegersohn von Herzog Welf VI. Seine Frau Elisabeth (* um 1130/35; † 1164/80) war eine Cousine von Herzog Heinrich dem Löwen und von Kaiser Friedrich I. Barbarossa. Weil Rudolf keinen männlichen Erben hatte, setzte er Barbarossa als Erben ein. Rudolfs Tochter Ita (* 1150/52; † vor 1191) wurde mit dem Grafen Albrecht III. von Habsburg vermählt, genannt „der Reiche“. Über Ita von Pfullendorf stammen die späteren Habsburger Könige und Kaiser cognatisch (in weiblicher Linie) von den Welfen ab.

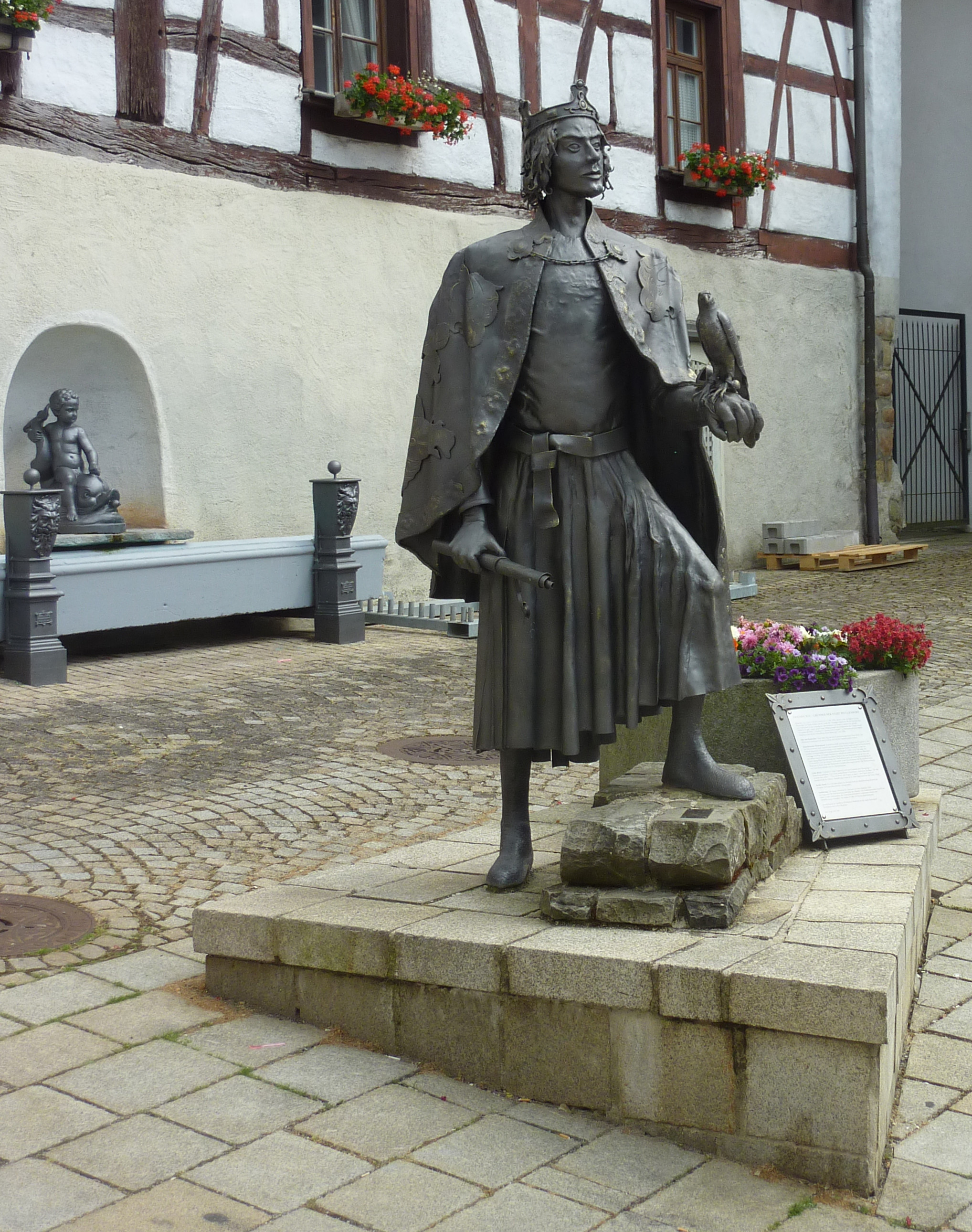
Peter Klink: Friedrich II., 2006 auf dem Platz vor dem Heimat- und Handwerkermuseum in der Metzgergasse

Die abgebrannte Marktsiedlung soll den damaligen Pfullendorfer Ortspfarrer Ulrich zum Bittgang bei König Friedrich II. veranlasst haben. Friedrich II. erhob Pfullendorf bei einem Reichstag in Frankfurt am Main Ende April 1220 zur königlich-staufischen Stadt, was am 2. Juni 1220 in Worms beurkundet wurde. Pfullendorf gehört zu den wenigen Städten, deren Stadterhebungsurkunde noch im Original erhalten ist. Es wurden vier Stadttore mit Wehrtürmen und eine Stadtmauer errichtet. Nachdem die Staufer 1268 in männlicher Linie ausgestorben waren, zog König Rudolf von Habsburg im Jahre 1282 die Stadt unmittelbar an das Reich. Von da an bis zum Jahre 1803 war Pfullendorf eine Reichsstadt. Noch heute führt die Stadt den Reichsadler im Wappen.
In Pfullendorf gab es zwei Frauenklöster. Die frommen Frauen des III. Ordens der Dominikanerinnen erhielten von den Dominikanern aus Konstanz deren Herberge als ersten Besitz und Urzelle ihres dann später ausgedehnten Klosters in der Stadt. Diese Herberge war die frühere Burg der Grafen von Pfullendorf, die nach deren Aussterben an ihre Ministerialen von Ramsberg gekommen war, die sie im Jahre 1255 den Dominikanern aus Konstanz überließen. Nach ihrem Kleid wurden sie „Weiße Nonnen“ genannt, und so auch das Kloster. Erst 1683 erhielt das Kloster eine Kirche „Maria zu den Engeln“, so dass man das Kloster auch „Gotteshaus Maria der Engeln“ nannte. Die Franziskanerinnen, auch anfangs eine fromme Frauengemeinschaft und seit dem 14. Jahrhundert dem III. Orden des Hl. Franziskus angehörig, bekamen im Jahre 1403 ein eigenes Kloster neben der Stadtkirche, das im 18. Jahrhundert sehr umfangreich inmitten der Stadt erweitert wurde. Nach dem Gewand dieser Nonnen wurde es das „graue Kloster“ genannt.
1257 wird erstmals in einem Lehensbrief des „magister hospitalis“ (Spitalpflegers) das Pfullendorfer Heilig-Geist-Spital erwähnt. Es gehört somit zu den ältesten Spitälern im Bodenseeraum und wurde wohl am Anfang des 13. Jahrhunderts kurz nach der Stadterhebung gestiftet. Das in der Stadtmitte gelegene erste Spitalgebäude brannte 1285 ab, wurde jedoch gleich darauf neu errichtet. Das Spital erhielt durch fromme Stiftungen und Erbschaften über die Jahre viele Gebäude, Wälder, Felder, Rechte und Kapitalien, die ihm die Erfüllung seiner Aufgaben in der Armen- und Krankenfürsorge ermöglichten. Das Spital, das unter Aufsicht des Bistums Konstanz weitgehend selbständig wirtschaftete, verschaffte der ansonsten wenig begüterten kleinen Reichsstadt Pfullendorf als größter Grundbesitzer der Region die Mittel, um politisch agieren zu können.
Im Jahre 1434 verlieh Kaiser Sigismund der Reichsstadt die „Hohe Gerichtsbarkeit“, den Blutbann. Nunmehr war Pfullendorf keinem Fürsten mehr hörig und nur noch dem Kaiser und Gott untertan. Seine Bürger lebten von Handwerk, zahlreichen Märkten und Viehhaltung.
Schon im Jahre 1383 hatten die Handwerker in der Stadt so viel Einfluss, dass eine Zunftverfassung beschlossen wurde. Diese übertrug die meiste Macht den Zünften. Pfullendorf regierte sich mit dieser „demokratischen“ Zunftverfassung selbst. Sie sah die jährliche Wahl eines Bürgermeisters vor. Die ausübende Gewalt besaß der ebenfalls jährlich neu zu wählende „Kleine Rat“ von 17 Mitgliedern unter Vorsitz des Bürgermeisters. Es gab daneben noch den politisch wenig einflussreichen „Großen Rat“ von 50 gewählten Mitgliedern. Diese Zunftverfassung galt bis 1551 und erneut, wenngleich in abgeschwächter Form, von 1559 bis zum Ende der Reichsstadtzeit Pfullendorfs im Jahre 1803.
Im 14. und 15. Jahrhundert gehörte Pfullendorf zahlreichen Städtebündnissen an, die die Freiheiten der Reichsstädte gegen die Fürsten verteidigten. So gehörte Pfullendorf z. B. 1431 und 1441 mit Überlingen und Ravensburg dem Bund der Seestädte an. Im Jahr 1492 war Pfullendorf z. B. Mitglied des Schwäbischen Bundes gegen Herzog Albrecht von Bayern. Pfullendorf stellte vier Mann, sechs Pferde, vier Wägen und acht Zelte für den Feldzug.
In der Zeit des Humanismus um 1530 identifizierte der Lateinlehrer Johann Susenbrot Pfullendorf fälschlich mit dem auf der Tabula Peutingeriana, einer antiken Straßenkarte, genannten römischen Ort Juliomagus, woraufhin dieser Name in den kommenden Jahrhunderten oft als lateinischer Name für Pfullendorf gebraucht wurde.
In der Zeit der Hexenverfolgung wurden in Pfullendorf 15 Frauen bei Hexenprozessen zwischen 1598 und 1635 enthauptet.

### Neuzeit

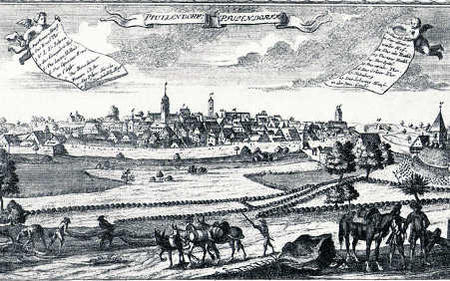
Die Reichsstadt Pfullendorf auf einem alten Stich

Während des Dreißigjährigen Kriegs brach im September 1628 in Pfullendorf die Pest aus. Ihr fielen 559 Menschen zum Opfer, mehr als ein Drittel der Bevölkerung. Durch diese Katastrophe verschwanden 40 alteingesessene Familien für immer und 144 Häuser standen leer. Am 6. Juli 1632 zogen die Schweden unter dem Kommandanten Oberstleutnant Max von Rählingen mit tausend Reitern in Pfullendorf ein, nachdem die Stadt fünf Stunden umkämpft war und die Wallfahrtskirche Maria Schray in Brand gesteckt wurde. Sie brannte bis auf den gotischen Chor nieder.
Während des Spanischen Erbfolgekrieges wurde Pfullendorf im Mai 1704 von einer bayrisch-französischen Armee besetzt, wurde aber nicht verbrannt.
Vor allem im 18. und 19. Jahrhundert gab es in Pfullendorf alljährlich einen Kindermarkt für sogenannte „Schwabenkinder“. Das waren Kinder aus dem heutigen Vorarlberg, Nord- und Südtirol, sowie der Schweiz, die vom Frühjahr bis zum Herbst zum Viehhüten oder zur Arbeit hauptsächlich in der Landwirtschaft ins Schwäbische geschickt wurden. Eine Vermutung besagt, sie hätten den Fasnachtsbrauch des „Schnellens“ nach Pfullendorf gebracht. Der als Fuhrmann aus dem 19. Jahrhundert gekleidete Schneller mit seiner Karbatsche begleitet die Pfullendorfer Fasnet bereits seit der Mitte des 19. Jahrhunderts.
Mit dem Reichsdeputationshauptschluss von 1803 wurde Pfullendorf, das ab 1500 zum Schwäbischen Reichskreis gehörte, wie fast alle anderen Reichsstädte mediatisiert. Hieraus resultiert der Verlust der herausgehobenen Stellung als „Reichsstadt“. Pfullendorf wurde ein Bestandteil von Baden und blieb bis 1936 Amtssitz eines badischen Bezirksamtes. 1806 übernahm das Großherzogtum Baden auch die Aufsicht über das Spital, das in der Folge viele Ländereien und andere Vermögenswerte verkaufen musste. Chronist Johann Georg Heilig sprach in diesem Zusammenhang vom „badischen Joch“.
Das alte Spitalgebäude in der Stadtmitte wurde verkauft (heute befindet sich darin das Restaurant „Deutscher Kaiser“), und 1845 wurde ein neues Spital und Krankenhaus auf den Grundmauern eines ehemaligen Klosterhofs der Reichsabtei Salem am Oberen Tor eröffnet. Von 1858 bis 1971 führten die Barmherzigen Schwestern des hl. Vincenz von Paul den Krankenhausbetrieb, ab 1963 in einem neu errichteten Krankenhaus. Der Spitalfonds besteht noch heute und unterstützt sozial und nachhaltig bedürftige Einwohner. Neben dem Krankenhaus gehören ihm unter anderem Hofgüter, der Spitalwald sowie Wohn- und Geschäftsgebäude. Die spitälischen Hofgüter sind „Wattenreute“ (seit 1880, 50,99 ha, Gemarkung Großstadelhofen), „Lichtenegg“ (seit 1412, 67,6 ha, Gemarkung Illmensee) und „Mariahilf“ (seit 1899, 68,55 ha, Gemarkung Illmensee).
Von 1873 bis 1875 erhielt Pfullendorf Anschluss an das Eisenbahnnetz. Hier trafen sich die Strecke Schwackenreute–Pfullendorf der Badischen Staatsbahnen und die Strecke Altshausen–Pfullendorf der Württembergischen Staatsbahnen.
Am Ende des Ersten Weltkriegs waren in Pfullendorf 116 Gefallene und Vermisste zu beklagen.

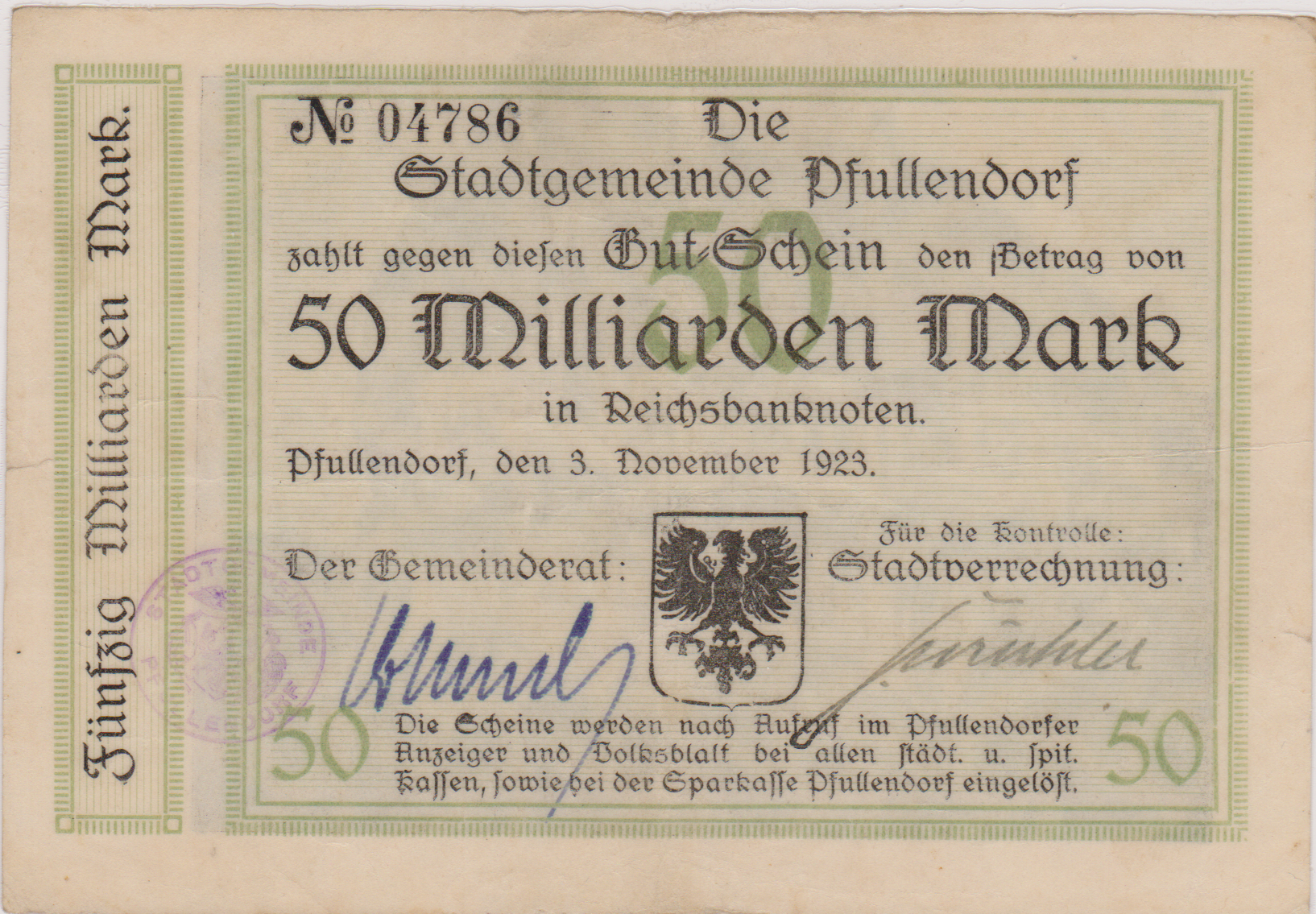
Pfullendorfer Notgeldschein über 50 Milliarden Mark von November 1923

1917 gab die Stadt Pfullendorf aufgrund Kleingeldmangels im Stadtgebiet erstmals Notgeld (50-Pfennig-Scheine) aus. Nachdem die Währung in den Folgejahren immer weiter verfiel, wurden bis 1923 weitere Notgeld-Ausgaben veranlasst, anfangs in Wertstufen ab 50 Pfennig, zur Zeit der Hochinflation bis zu 1 Billion Mark. Auf ihnen sind die Unterschriften von (Ernst Reinhard) Vollmar (Bürgermeister 1908 bis 1933), (Hugo) Gress (Buchhalter) und/oder dem Stadtrechner F(riedrich) Winkler zu finden. 1923 wurde das Pfullendorfer Notgeld mit Einführung der Rentenmark wieder abgeschafft.
1936 wurde das badische Bezirksamt Pfullendorf Teil des Landkreises Überlingen.
Pfullendorf war im Zweiten Weltkrieg kein Primärziel. Das Ziel der alliierten Bombenangriffe war damals Friedrichshafen mit seinen Rüstungswerken. Auf dem Rückflug entluden jedoch die Bomber immer wieder ihre explosive Fracht auch über Pfullendorf. Die ersten Bomben fielen am 18. März 1944, an einem Nachmittag, als ein Flieger Brandkanister und Stabbrandbomben abwarf. Menschen wurden bei dem Angriff nicht verletzt, aber vier Wochen später, am Karfreitag, explodierte in der Fuchshalde ein Blindgänger und tötet den 13-jährigen Alois Abberger. Am 23. Februar 1945 wurde um 8:30 Uhr der Bahnhof Pfullendorf bombardiert. Beim Luftangriff wurde die genossenschaftliche Lagerhalle zerstört, aber kein Einwohner getötet. Bei den insgesamt vier Luftangriffen wurden glücklicherweise nur wenige Menschen getötet.
Am 22. April 1945 marschierten gegen 13 Uhr, aus Richtung Gaisweiler her kommend, französische Truppen in die Stadt ein und besiegelten damit für Pfullendorf das Ende des Zweiten Weltkriegs. Die Übergabe der Stadt erfolgte unter Bürgermeister Hermann Duttlinger kampflos, was Pfullendorf größere Verluste an Menschenleben und Sachwerten ersparte. Jedoch kam es dann zu einer Zeit der Plünderungen, auch Gewaltexzessen sowie legaler wie illegaler Requirierungen. Die Truppen der französischen Besatzungsmacht wurden in Häuser einquartiert. Die Versorgungslage der Bevölkerung war über Jahre unzulänglich, wie eine Notiz vom Juni 1947 belegt, wonach die verteilte Tagesration 810 kcal betrug. Aber die Menschen ließen sich nicht unterkriegen – schon 1946 war der „Adlersaal“ wieder Schauplatz vieler Theateraufführungen, Konzerten und Filmvorführungen. Im selben Jahr erlaubten die Franzosen, dass wieder Fasnet gefeiert werden durfte.
Der Zweite Weltkrieg kostete 121 Pfullendorfern das Leben, 65 Männer wurden vermisst. Allerdings hatte die Stadt im Jahr 1950 gerade mal 3100 Einwohner.
Die Stadt Pfullendorf kam 1973 im Rahmen der Kreisreform zum Landkreis Sigmaringen. Im Zuge der Gemeindegebietsreform in Baden-Württemberg wurden die bis dahin selbstständigen Gemeinden Otterswang (am 1. Juli 1972), Denkingen, Großstadelhofen, Mottschieß und Zell am Andelsbach (am 1. Januar 1973) sowie Aach-Linz und Gaisweiler (am 1. Januar 1975) nach Pfullendorf eingemeindet.
Von 1962 bis 1997 wurden in Pfullendorf und dessen Umgebung an 18 Förderstellen 391.000 Tonnen Erdöl und 116 Millionen Kubikmeter Erdgas gefördert. Das Vorkommen begrenzte sich auf eine sieben Kilometer lange und etwa 600 bis 2000 Meter breite Stubensandsteinformation, die sich von Südwest nach Nordost zog.
Seit 1983 ist die Altdeponie Pfullendorf komplett verfüllt, geschlossen und renaturiert. Die umzäunte Deponie befindet sich in der sogenannten „Nachsorgephase“, das heißt die Deponie wird begangen und in regelmäßigen Abständen werden Bodenproben entnommen. Sie kann zwischen 30 und 100 Jahre dauern.

### Einwohnerentwicklung
In der Stadt Pfullendorf und seinen Stadtteilen leben 13.012 Einwohner (Stand: Juni 2015). Davon leben 9.602 in der Kernstadt, 64 Am Andelsbach und 43 in Brunnhausen. In Summe: 9.709 Einwohner. Dabei sei darauf hingewiesen, dass Pfullendorf 1910: 2.822, 1939: 2.990 und 1950: 3.000 Einwohner hatte. Die Einwohnerzahl hat sich, gestärkt durch fremden Zuzug und wirtschaftlichen Aufschwung, mehr als vervierfacht.

## Religionen
Die Bevölkerung Pfullendorfs ist überwiegend römisch-katholischer Konfession. Die Seelsorgeeinheit ist über das Dekanat Sigmaringen-Meßkirch und die Region Bodensee-Hohenzollern der Erzdiözese Freiburg zugehörig. Daneben gibt es in Pfullendorf eine Evangelische Kirchengemeinde. In ihrer Struktur spiegelt sich die Zerrissenheit der politischen Landschaft des süddeutschen Raums vor der Gründung des Deutschen Reichs wider. Die freie Reichsstadt Pfullendorf wurde 1805 Baden zugeschlagen und gehört deshalb heute zur Evangelischen Landeskirche in Baden. Diese gehört zum Kirchenbezirk Überlingen-Stockach (benannt nach den alten badischen Landkreisen Überlingen und Stockach).
Des Weiteren gibt es in der Stadt Gemeinden der Mennoniten, der Neuapostolischen Kirche, der Siebenten-Tags-Adventisten, der Zeugen Jehovas und von Suryoye mit ca. 600 Mitgliedern (auch bekannt als Assyrer, Aramäer oder Chaldäer).

## Politik

### Gemeinderat
Die Kommunalwahl am 9. Juni 2024 führte bei einer Wahlbeteiligung von 51,5 % (- 1,5 %) zu dem in den Diagrammen dargestellten Ergebnis.
- SPD: 1
- FWR: 8
- UL: 4
- CDU: 9

### Bürgermeister
Am 23. Oktober 2022 wurde Ralph Gerster (CDU) mit 77,1 Prozent der Stimmen zum Bürgermeister gewählt. Er ist Nachfolger von Thomas Kugler (CDU), der nach zwei Amtszeiten nicht mehr antrat. Gerster, der davor 13 Jahre lang Bürgermeister der Gemeinde Herdwangen-Schönach war, trat sein Amt am 19. Januar 2023 an.
- 1888–1908: Franz Xaver Vollmar[40]
- 1908–1933: Ernst Reinhard Vollmar, 1933 von den Nationalsozialisten abgesetzt.[40]
- 1945–1948: Placidus Ott (CDU)[40]
- 1948–1956: Leo Frank (CDU)
- 1956–1986: Hans Ruck[41]
- 1986–1994: Hartmuth Dinter (SPD)[42]
- 1994–2006: Heiko Schmid (FWV)
- 2007–2023: Thomas Kugler (CDU)
- seit 2023: Ralph Gerster (CDU)

### Wappen
| Wappen von Pfullendorf | Blasonierung: „In Gold ein rot bewehrter schwarzer Adler.“ |
| Wappen von Pfullendorf | Wappenbegründung: In dem vielleicht noch der Zeit vor 1250 entstammenden, 1271 im Abdruck bekannten Stadtsiegel erscheint im Dreieckschild der einköpfige Reichsadler, als Zeichen der freien Reichsstadt, der auch in allen späteren Siegeln und Wappenabbildungen keine Änderung erfuhr. In dem seit dem 17. Jahrhundert benutzten größeren Siegel steht der schon vor 1618 vor allem in päpstlichen Urkunden verwendete lateinische Stadtname „Juliomagus“ (= Marktplatz des Julius Caesar) außerhalb des Schildes mit dem Adler. |

### Flagge
Die Stadtflagge ist Rot – Weiß wegen der alten Reichsfarben.

### Städtepartnerschaften
- Allschwil im Kanton Basel-Landschaft, Schweiz, seit 13. April 1984
- Saint-Jean-de-Braye in der Region Centre-Val de Loire, Frankreich, seit 1. Mai 1987

## Kultur und Sehenswürdigkeiten

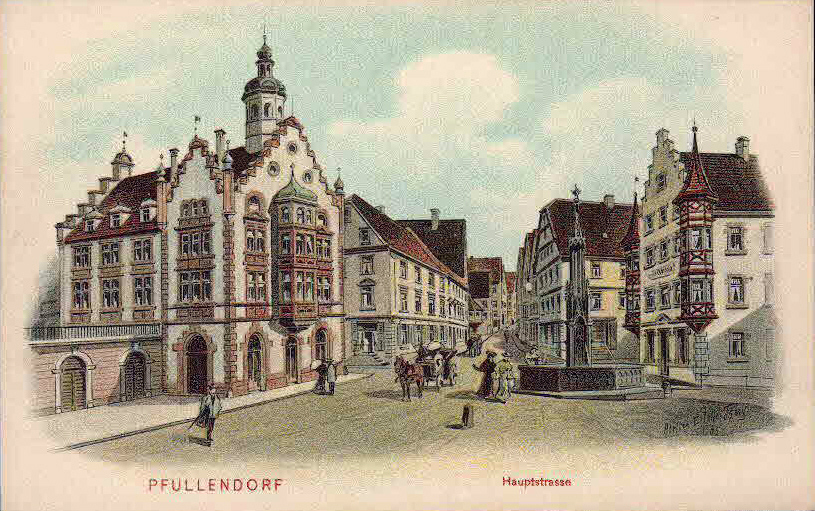
Marktplatz um 1900

Pfullendorf ist Station der Oberschwäbischen Barockstraße, der Deutschen Fachwerkstraße und der Hohenzollernstraße. Eine Entwicklung, die erst durch staatlich geförderte Sanierungsprogramme in den 1980er und 1990er Jahren ermöglicht wurde. Seit 2008 gibt es einen etwa neun Kilometer langen Wanderweg, der entlang der landschaftlichen exponierten Wasserscheide Rhein-Donau von Straß nach Aftholderberg führt. Die Stadt Pfullendorf bildet zusammen mit den Gemeinden Illmensee, Ostrach, Wald und Wilhelmsdorf die 1999 gegründete Ferienregion „Nördlicher Bodensee“.

### Museen

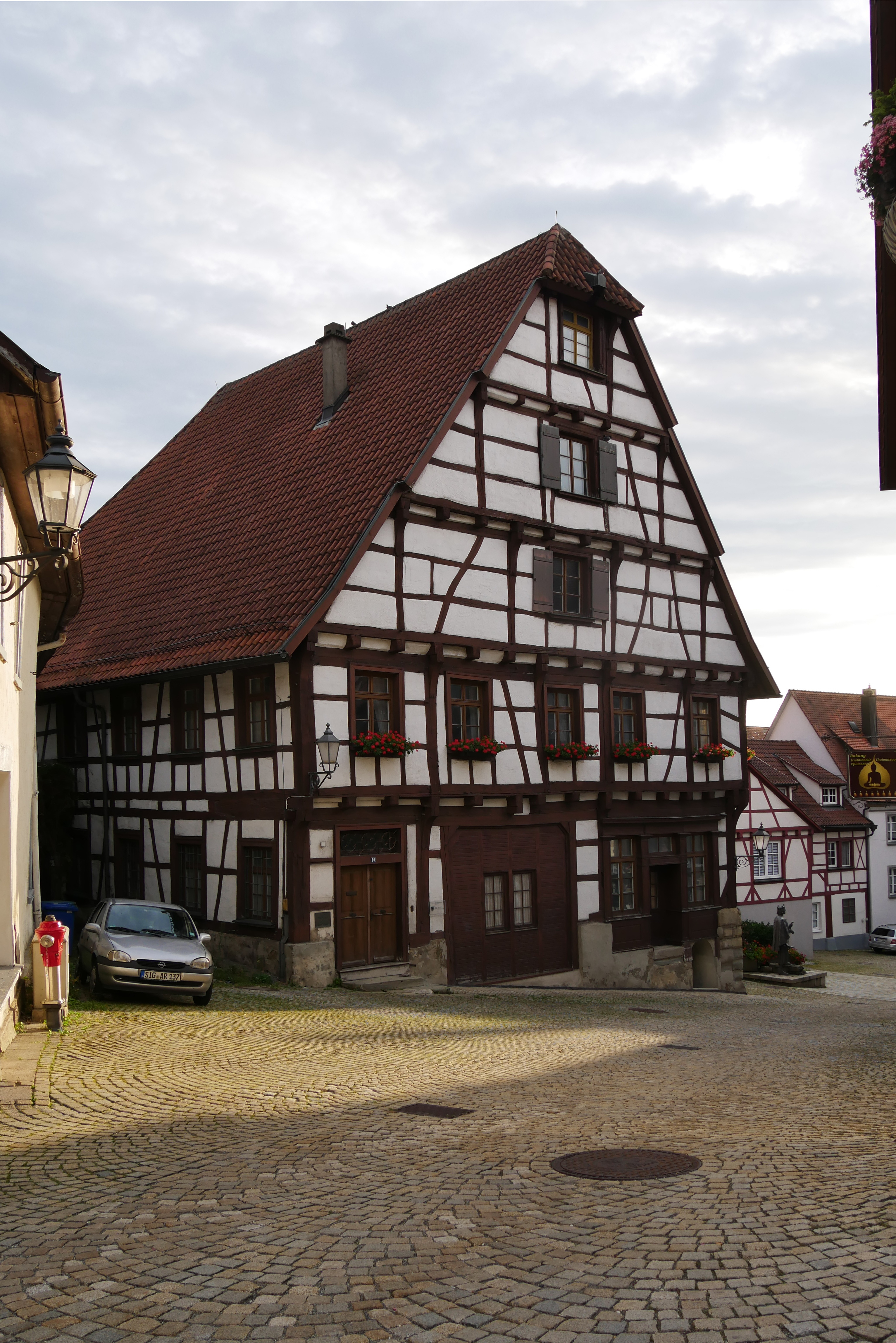
Bindhaus, Heimat- und Handwerksmuseum

- Das Heimat- und Handwerksmuseum der Stadt Pfullendorf zeigt eine Sammlung zur Heimatgeschichte, zu historischem Handwerk und zur Pfullendorfer Fasnet. Es befindet sich im Bindhaus in der Metzgergasse 8–10. Grundstock für das heutige Museum bildete die Wohnung der Familie Probst mit dem gesamten, wenn auch nicht ganz vollständigen Inventar. 1979/80 wurde mit dem Ausbau dieser Wohnung zum Museum begonnen: Schüler der Grund- und Hauptschule Pfullendorf restaurierten die Wohnung – von örtlichen Handwerkern unterstützt – und halfen beim Ausbau zum Museum bis 1990. Auf Anregung des Bürgermeisters Hans Ruck hin gegründete sich am 26. Juni 1986 der Heimat- und Museumsverein Pfullendorf (HMV), um der Heimatgeschichte einen Platz im Bewusstsein der Stadt und ihrer Bevölkerung zu geben. Über viele Jahre lag der Schwerpunkt der Vereinstätigkeit im Sammeln von historischen Einrichtungen, Gegenständen und Gerätschaften des Handwerks.[46] Ursprünglich war im Erdgeschoss die Volkshochschule untergebracht und das Museum begann mit zwei Wohnräumen und einem Schlafzimmer, wie sie im 19. Jahrhundert eingerichtet waren. Nachdem die Volkshochschule die Räume im Bindhaus verlassen hatte, wurden diese umgestaltet und für das Museum genutzt. Als weiterer großer Schritt kam die angrenzende Rakuffscheuer hinzu: Nach dem Umbau der alten Scheuer des ehemaligen Gasthauses „Bäckerstube“ (gegenüber dem Museum) gehörte sie ab 1993 zum Museum. In diesem Teil des Museums ist heute vorwiegend das alte Handwerk ausgestellt.[47] Heute sind das komplette Gebäude und die Scheuer zu besichtigen.[48] Das Heimatmuseum zeigt im Erdgeschoss ein Raum für Maße und Gewichte, einen alten Kaufladen, ein Teil einer alten Apotheke, die Geschichte Pfullendorfs und seiner Ehrenbürger und ein Schulzimmer. Im ersten Stock die Wohnung der Familie Probst (1860), eine alte Küche, Spinnräder und andere Nähutensilien und große Glasvitrine, im Obergeschoss Fasnachtskostüme aus Pfullendorf und den Teilorten, die Bürgerwehr und die Geschichte des Bundeswehrstandortes Pfullendorf von 1959 bis heute. Die Sammlung des Handwerksmuseum zeigt Schreibmaschinen, Radios und Phonogeräte, Fotoapparate, Landwirtschaft und alte Gerätschaften der Feuerwehr, eine Küferei mit großen Weinfässern und eine Schnapsbrennerei, eine Ölmühle, Drucker, sowie diverse Handwerke (Friseur, Schmid, Schlosser, Schreiner, Schuster, Sattler, Schneider, Wagner und Zimmermann).[49] Ein besonderes Exponat ist das älteste Henkerschwert der Stadt aus dem 16. Jahrhundert, mit dem 34 Menschen hingerichtet wurden, eine Leihgabe der Familie Vollmar, deren Vorfahren jahrelang als Henker für 10 Gulden tätig waren.[50]
- Das Alte Haus, das 1317 erbaut wurde und zu den ältesten Wohnhäusern Süddeutschlands zählt, dient als Dauerausstellung der Stadtgeschichte von ihren Anfängen bis zum Ende des 19. Jahrhunderts und ist eine Zweigstelle des Hauptmuseums des Heimat- und Museumsvereins Pfullendorf.[51] Durch Tafeln und verschiedenen Objekte und ebenso durch Modelle wird die Entwicklung und Geschichte der ehemaligen Reichsstadt Pfullendorf aufgezeigt. Das Alte Haus war kurzzeitig bis 2006 Heimat des Konrad-Kujau-Museums mit Werken des Malers und Fälschers Konrad Kujau.
- Städtische Galerie „Alter Löwen“: Wechselnde Ausstellungen verschiedener hauptsächlich einheimischer Künstler. Großausstellungen mit Friedensreich Hundertwasser (2008) und James Rizzi (2009); 2010 „PopArt Now“ mit den Künstlern Herman Reichhold, Robin van Arsdol, Lisa Grubb und Tamir Shefer;[52] 2011 „Panische Malerei – Originalwerke“ von Udo Lindenberg (Likörelle); 2013 „Gaymann’s komische Kunst“ von Peter Gaymann; 2014 Janosch-Ausstellung.
- Die Galerie Kunst & Werk stellt Schmiedekunst, Malerei und Skizzen des Pfullendorfer Kunstschmieds Peter Klink aus.

### Bauwerke

#### Sakralbauten

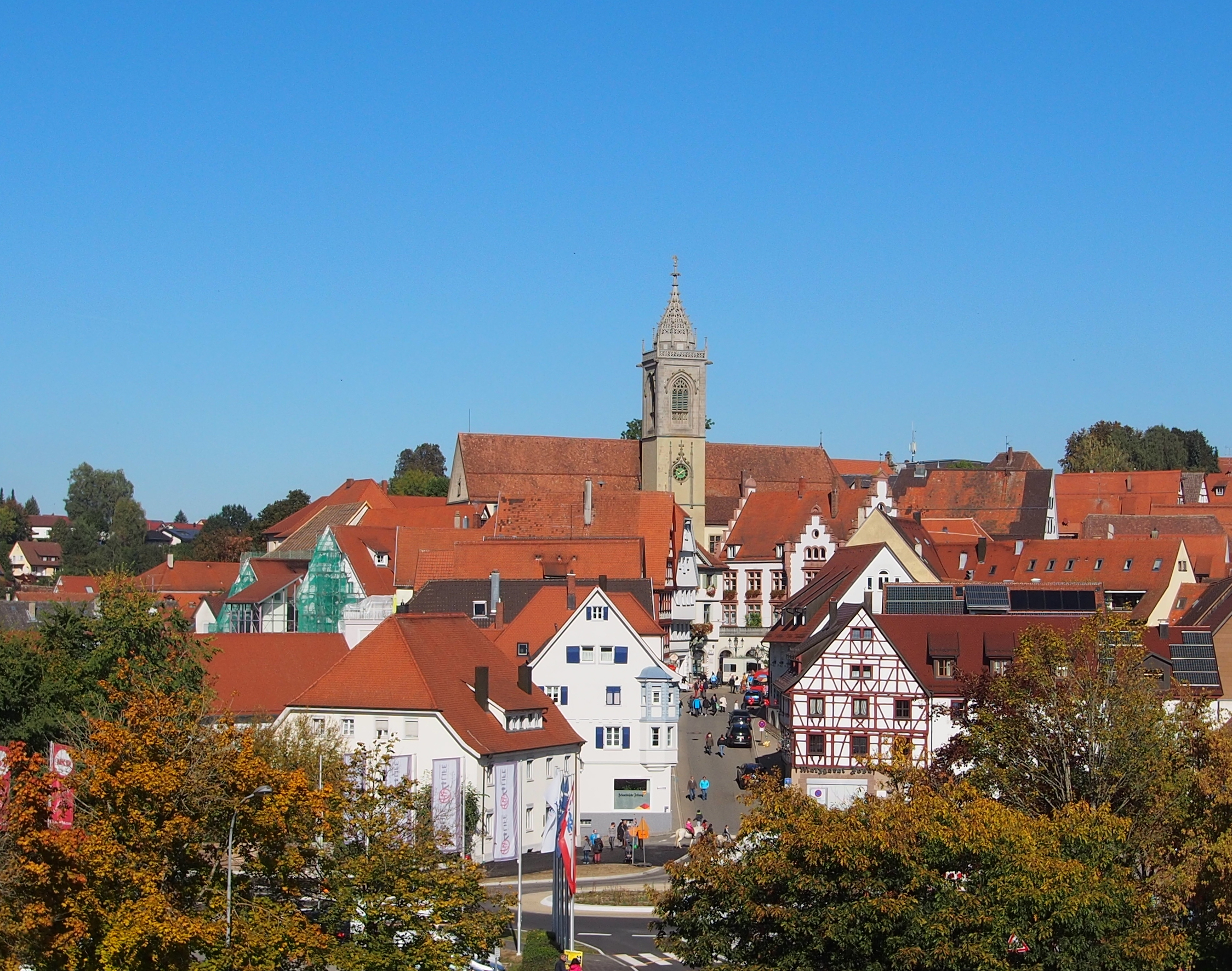
St. Jakob im Stadtbild

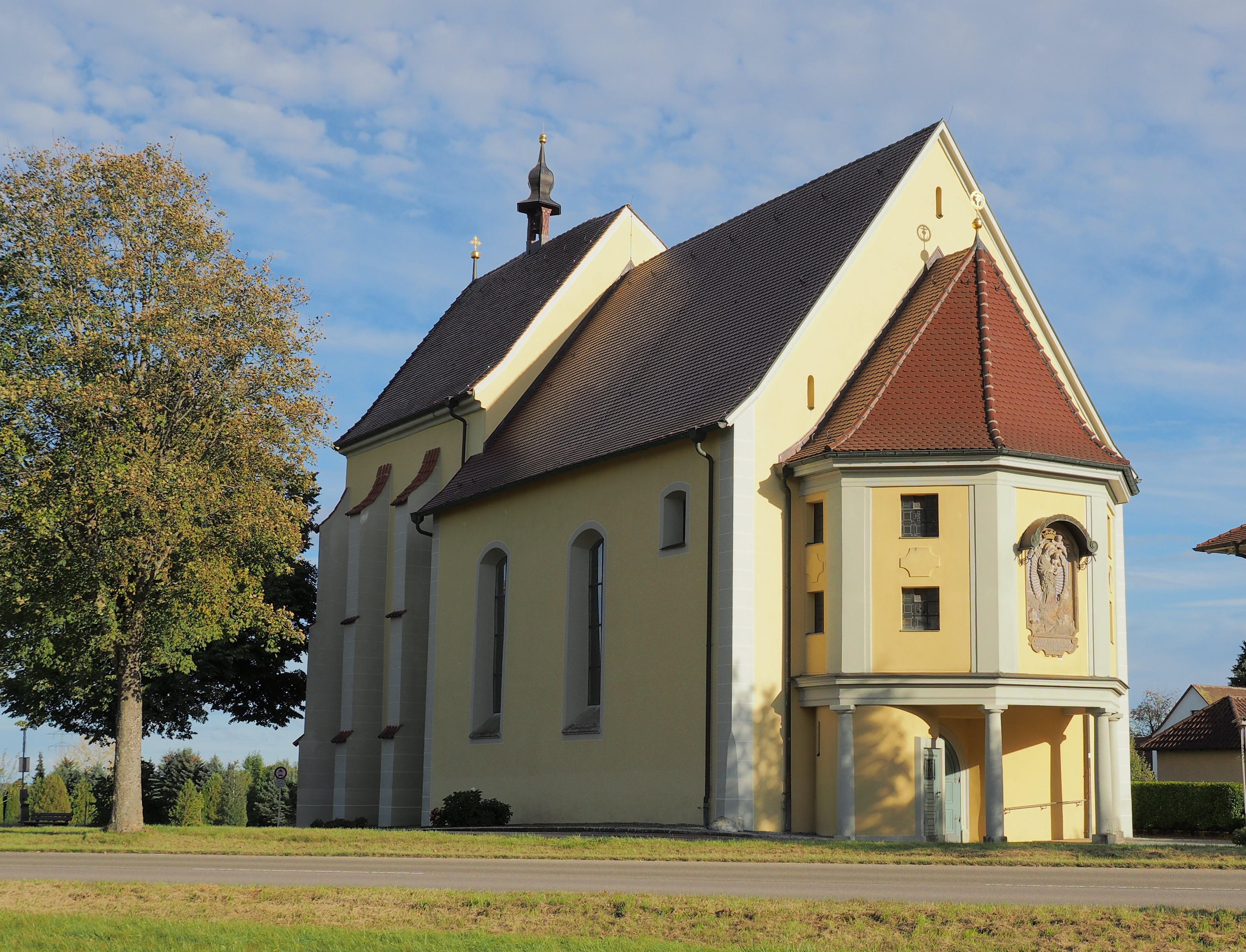
Wallfahrtskirche Maria Schray

- Die Stadtpfarrkirche St. Jakob wurde 1480/81 als gotische Pfeilerbasilika vom Salemer Baumeister Hans von Savoyen vollendet und 1750 barockisiert.
- Die ehemalige Kapelle des Salemer Klosterhofs, die heutige Spitalkapelle (erbaut um 1500 unter dem Salemer Abt Johann Scharpfer) besitzt einen gotischen Dreikönigsaltar der Ulmer Schule (Jörg Stocker zugeschrieben), eine Darstellung des Marientods von Bernhard Strigel (um 1510) und einen spätbarocken Marienaltar von Johann Felizian Hegenauer.
- Die Wallfahrtskirche Maria Schray ist vor 1480 zu datieren. Maria Schray ist im Stil des Rokoko gehalten. Die Stuckierung ist von Johann Jakob Schwarzmann, die Altäre im Zopfstil sind von Fidelis Mock. Zur Ausstattung gehört weiterhin eine frühbarocke Wallfahrtsmadonna und eine Winterhalterorgel.[53] Die Kirche wurde im Dreißigjährigen Krieg in Brand gesetzt. Das Bildnis der Maria blieb erhalten. Ein damit zusammenhängender Wallfahrtsort ist die Muttergottes-Eiche mitten im Wald Neidling. Dies ist ein langgestreckter Wald, der nördlich von Pfullendorf beginnt und sich bis Zell am Andelsbach erstreckt. Die Eiche war 2020 abgestorben, steht aber immer noch als Wahrzeichen. Wallfahrer befestigen dort ihre Dankes-Tafeln.[54]
- Die Friedhofskapelle St. Leonhard wurde 1401 erstmals genannt und stammt wohl aus dem 14. Jahrhundert. Der historische Pfullendorfer Friedhof wurde 1551 erbaut. Auf ihm befinden sich unter anderem die Mausoleen der Familie Heilig sowie Amelie und August Ambros.[55]
- Die evangelische Christuskirche wurde am 12. Juni 1910 durch die evangelische Kirchengemeinde eingeweiht und der letzte Gottesdienst im alten Gottesdienstlokal im Spital gehalten. Die Pläne stammten von Architekt Dilger. Die Grundsteinlegung war am 5. Juli 1909. Allerdings wurde aus der „Diasporagenossenschaft“ Pfullendorf erst 1933 eine selbstständige Kirchengemeinde.[56] 1957 wurde die Kirche vergrößert und 2006/07 renoviert und ein Anbau hinzugefügt.[57]
- Das Dieterich-Bonhoeffer-Haus wurde 1965 gebaut. Es ist das Gemeindezentrum der evangelischen Kirchengemeinde und war bis 1998 auch Soldatenheim.[57]
- In Otterswang befindet sich die Kirche St. Fidelis.
- Im Ortsteil Zell steht die Kirche St. Peter und Paul.
- Die Kirche St. Johannes des Täufers befindet sich in Denkingen.
- Die Kirche St. Martin im Ortsteil Aach-Linz hat ein neubarockes Deckengemälde. Zur Ausstattung gehören eine Weinende Madonna und eine Tonbüste des Meisters von Eriskirch.
- In Straß befindet sich die barocke Georgskapelle.[3]
- In Großstadelhofen steht die Martinskapelle.[3]
- In Brunnhausen befindet sich die St. Georgs-Kapelle.
- Ehemaliges Franziskanerinnen- und Dominikanerinnenkloster.

#### Profanbauten
Viele Wohn- und Geschäftshäuser in der Altstadt sind als Kulturdenkmal der Denkmalschutzkategorie 2 eingetragen:

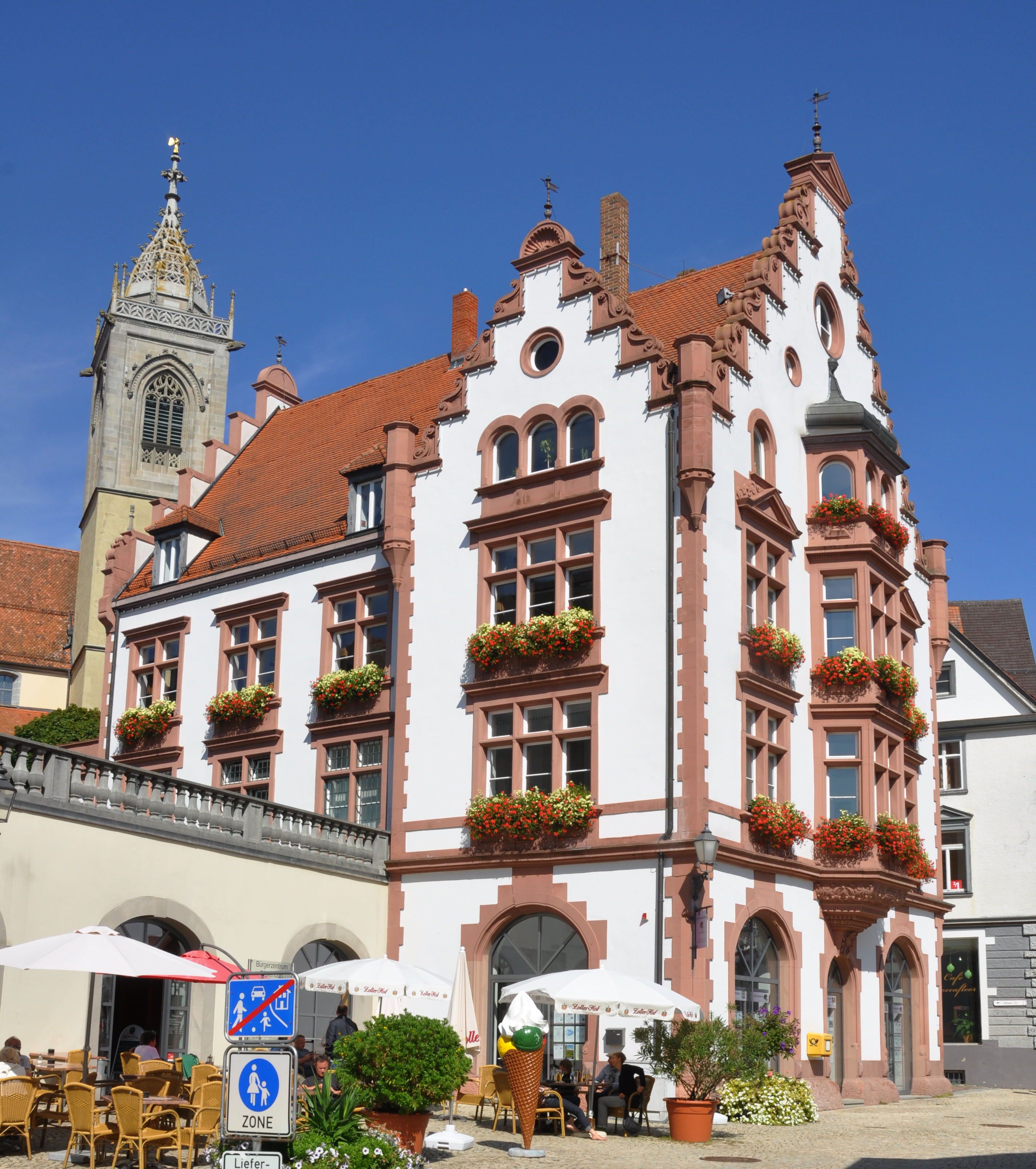
Rathaus

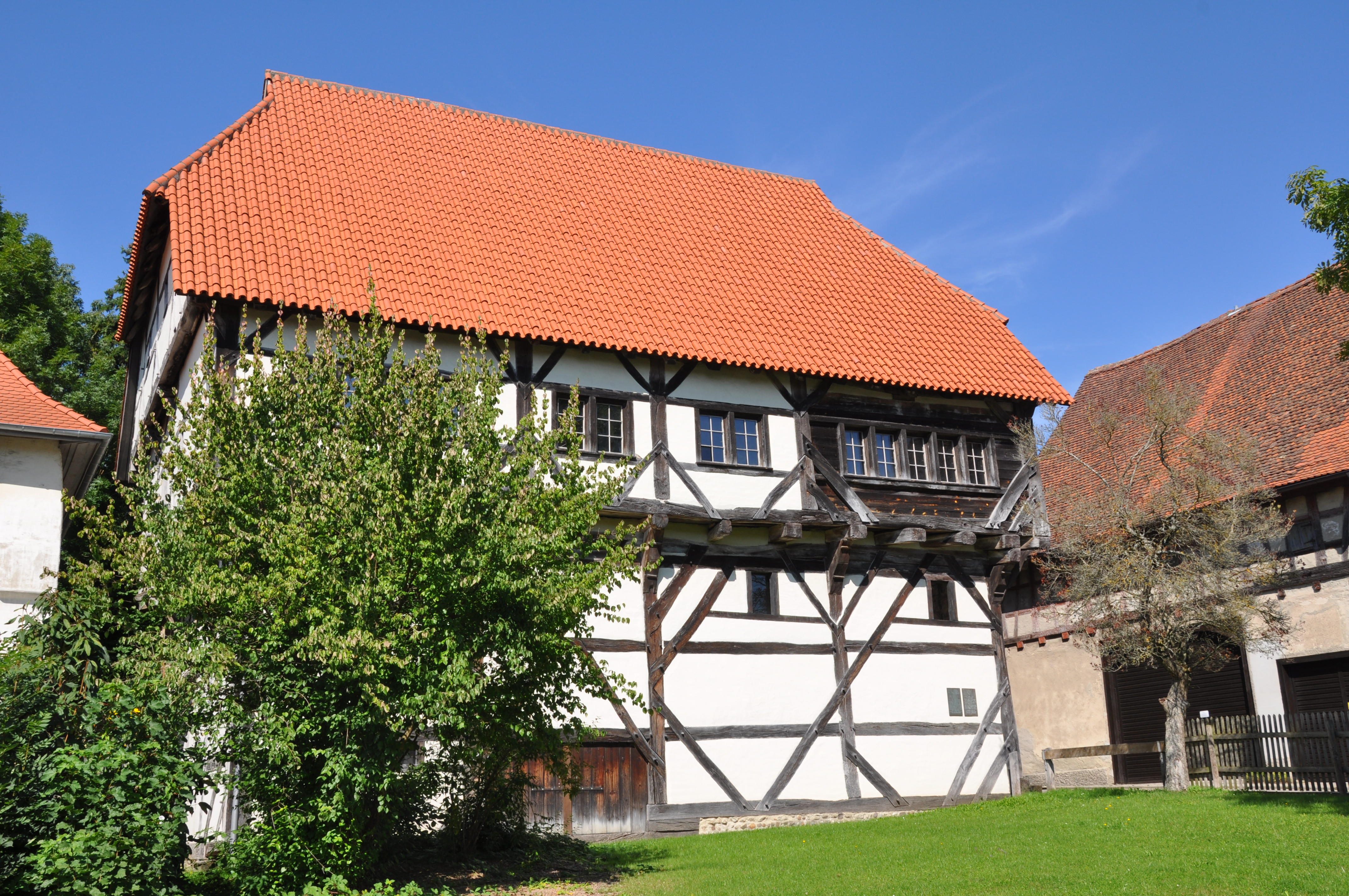
Altes Haus

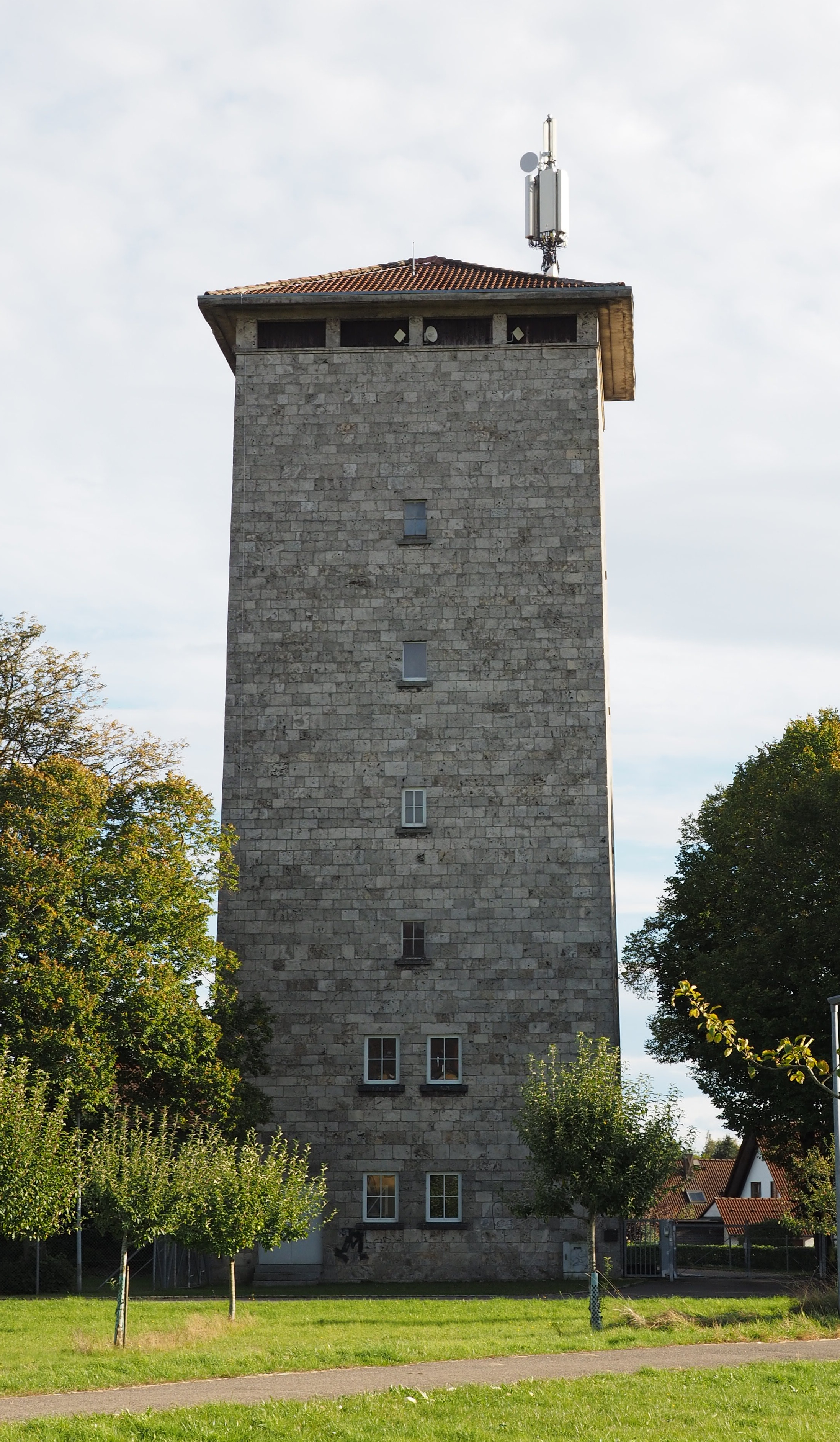
Der 1951 gebaute Wasserturm beherbergt heute Büro- und Lagerfläche der Stadtwerke

- Der historische Marktplatz mit Brunnen ist das Herz der ehemals freien Reichsstadt, der heutigen Altstadt. Um ihn gruppieren sich mehrere denkmalgeschützte Gebäude:
  - Das historische Rathaus mit seiner baulichen Erweiterung wurde in den Jahren 1524/25 als alemannischer Fachwerkbau mit charakteristischen Stockwerks-Auskragungen im zweiten und dritten Stock errichtet. Im Erdgeschoss befand sich eine Gret, eine reichsstädtische Warenlager- und Handelshalle, die in der Nachkriegszeit dem Württ.-Bad. Luftfahrtverband e. V. Fliegergruppe Pfullendorf als Flugzeughalle und Werkstattraum diente.[58] Es wurde 1785/86 durch den Deutschordensbaumeister Franz Anton Bagnato, damals Pfullendorfs Stadtbaudirektor, im frühklassizistischen Stil umgestaltet und erweitert. Der historische Rathaussaal besitzt einen einzigartigen Glasbilderzyklus aus der Frührenaissance des Glasmalers Johann Christoph Stimmer d. Ä. Die Vorderfront des langen Gebäudes zeigt sich zum Marktplatz mit repräsentativen Balkon und Dreiecksgiebel. Das Gebäude wurde 1939, 1979 und zuletzt 2005 renoviert.
  - Rechts davon befindet sich der 1893 errichtete Stadtkassenbau, ein dreistöckiger Bau dessen Fassade von Staffelgiebel und Sandsteingesimse geprägt ist.[22]
  - Die beiden Gebäude sind durch einen flachen Mittelbau mit Balkonbrüstung miteinander verbunden, der heute das Bürgerbüro beheimatet.
  - Gegenüber der Rathauserweiterung befindet sich ein reiner Steinbau mit Treppengiebel und zwei Eckerkern.
  - Das Alte Spital (Am Alten Spital 1) besteht seit dem Mittelalter. Heute befindet sich darin ein Restaurant.[59]
- Vom Marktplatz aus führt die Hauptstraße in die Oberstadt, die nach einer umstrittenen Theorie[60] des Denkinger Kunstschmieds Peter Klink über einen „Sonnenschema“ genannten Plan, der sich an der Sonne beziehungsweise den Sonnenwenden orientierte, gezielt angelegt worden sein soll[22][60][61][62][63][64]:
  - In der Hauptstraße befindet sich die Krone, ein ansehnlicher Fachwerkbau.
  - Die Steinscheuer/Spitälische Zehntscheuer, ein spätgotischer Bau, wurde 1515 ganz aus Stein mit den stiltypischen Öffnungsrahmen und monumentalem Treppengiebel als Getreidescheuer des Heilig-Geist-Spitals erbaut. Er dient seit 1980 als Stadtarchiv und beherbergt des Weiteren die städtische Bücherei.
  - Das Alte Haus (Museumsgasse 1), auch Schoberhaus genannt, besteht in seinem Kern aus einem steinernen Adelswohnturm, der im frühen 14. Jahrhundert direkt an die Stadtmauer angebaut wurde. Eine Inschrift am Bogen des ehemaligen Ostportals gibt das Jahr 1317 an. Im 15. Jahrhundert wohnten hier die berühmten Ritter von Gremlich. Erst 1356 wurde der spätgotische Turm zu einem Bürgerhaus erweitert, indem um ihn herum ein Wohnhaus in alemannischer Hochständerbauweise errichtet wurde.[65] Das lange Zeit ungenutzt leer stehende Kulturdenkmal gilt als eines der ältesten erhaltenen Fachwerkhäuser Süddeutschlands. Das Gebäude mit seinen Turmmauern aus Molasseblöcken mit Schießscharten wurde in den 1990er Jahren grundlegend denkmalgerecht saniert[66] und dient heute als Zweigstelle des Hauptmuseums des Heimat- und Museumsvereins Pfullendorf.
  - Das Gremlichhaus (Pfarrhofgasse 21) wurde erstmals im Zusammenhang mit den Junker von Gremlich im Jahr 1435 genannt und später von den Schellenberger und danach vom Pfullendorfer Bürgergeschlecht Roßknecht erworben. Diese betrieben hier vom 19. bis in die Mitte des 20. Jahrhunderts Brauerei und Gaststätte „Zum Löwen“ (daher auch der Name Alter Löwe). 1876 erwarb es der Spitalfonds Pfullendorf, der es 1911 weiter an die Stadt Pfullendorf verkaufte. Diese nutzte das Gebäude als Altersheim und Schulhaus. 1977 wurde es renoviert. Nach neuerlicher Renovierung und Umbau beherbergt der Alte Löwen heute die städtische Galerie. Das denkmalgeschützte Gebäude zeigt sich heute als dreigeschossiger, massiver und verputzter Bau mit Walmdach. Beim ursprünglichen Gebäude handelt es sich um ein Turmhaus mit nahezu quadratischem Grundriss von rund 15 × 15 Meter aus dem 14./15. Jahrhundert (nach anderer Ansicht kurz nach 1200[67]), das jedoch 1730 (nach anderer Ansicht zwischen 1720 und 1745[67]) rechtsseitig vergrößert und barockisiert wurde.[68]
  - Der Salmannsweiler Hof von 1505 fiel der Säkularisation zum Opfer: 1842 bis 1848 wurden Teile des klösterlichen Gebäudes der Reichsabtei Salem abgerissen und als spätklassizistisches Spital am Oberen Tor mit spätgotischen Treppengiebel und Rundbogen-Nischen neu aufgerichtet. Es diente bis 1963 als Krankenhaus und wird seither als Altenheim genutzt. Darin überdauerte die Spitalkapelle.
  - Das ehemalige Fecker-Haus (Hauptstraße 2/Ecke Pfarrhofgasse) ist ein denkmalgeschütztes Wohnhaus in unmittelbarer Nähe zum Oberen Tor. Der auskragende Fachwerkbau wurde 1716 errichtet. Erster Bewohner war der Lammwirt Johann Georg Mayer. Nach mehreren Besitzerwechseln und Sanierungsstau befindet sich heute das Gebäude in einem sehr desolaten Zustand und steht kurz vor dem Zerfall.[69]
  - Das sich im Privatbesitz befindliche Putzmacherhaus steht ebenfalls unter Denkmalschutz.[70]
- Etwas abseits vom Marktplatz steht in der Metzgergasse das Bindhaus. Das Fachwerkhaus wurde im Jahr 1499 erbaut, es ist aber durchaus möglich, dass auf dem Fundament schon vorher ein anderes Bauwerk stand. Darauf lassen die typisch staufischen Buckelquader schließen, wie man sie im 11. bis 13. Jahrhundert verwendet hat. Es gehörte dem Pfullendorfer Spital und diente ursprünglich als Fruchtschütte (Fruchtspeicher). Im Keller des Gebäudes befand sich eine Küferei, deshalb auch der Name Bindhaus. 1860 erwarb Rudolph Ferdinand I. Probst (1812–1896) das Haus und baute es zum bürgerlichen Wohnhaus um. Die letzte Besitzerin war die von vielen nur als „Zopftante“ bekannten Antonia Probst, wegen ihres langen und mit Schleifchen geschmückten Zopfes. Sie war die Tochter von Rudolph Ferdinand II. Probst (1844–1924). Als sie 1978 verstarb, erwarb die Stadt das Gebäude 1979.[22][48][71][72][49] Vor dem Gebäude steht die von Peter Klink aus Schmiedestahl gefertigte Skulptur Friedrich II. – Gründer der Stadt Pfullendorf. Sie wurde am 3. Juni 2006 eingeweiht und ist 30 Prozent überlebensgroß.[73]
- Der Weg in die untere Hälfte der Altstadt führt durch die Straße Am Alten Spital, sie bildet die südliche Verlängerung der Hauptstraße und ist ebenso wie sie durch restaurierte Fachwerkhäuser geprägt, so zum Beispiel das Objekt „Am Alten Spital 4“, ein Gebäude in Fachwerkbauweise aus dem Jahr 1700.

#### Befestigungsanlagen
Natürliche Steilhänge schützten die mittelalterliche Marktsiedlung um die um 1155 bezogene Festung des Grafen Rudolf im Osten und Westen. Jedoch geht aus vorhandenen Dokumenten über die staufische Zeit hervor, dass Friedrich II. gebot, die Stadt mit Toren und einem Mauerring zu befestigen. Die ursprünglichen 1230 Meter lange Stadtmauer der umlaufenden Stadtbefestigung wurde immer wieder bis zu eineinhalb Meter Dicke verstärkt, verläuft konisch, besaß Schießscharten und einen hölzernen Wehrgang. Sie ist heute mit 696 Meter noch über die Hälfte erhalten und an vielen Stellen mehr oder weniger sichtbar.
Ursprünglich zählte die mittelalterliche Stadtbefestigung vier Stadttore, von denen nur noch eines erhalten geblieben ist. Wer von auswärts kam, musste durch eines von ihnen. Sie lagen in einem Abstand von jeweils 380 Meter von einem zum anderen auseinander, waren wohl nach dem Sonnenstand ausgerichtet und sämtlich durch Schießscharten, Fallbrücken und Fallgitter gesichert:

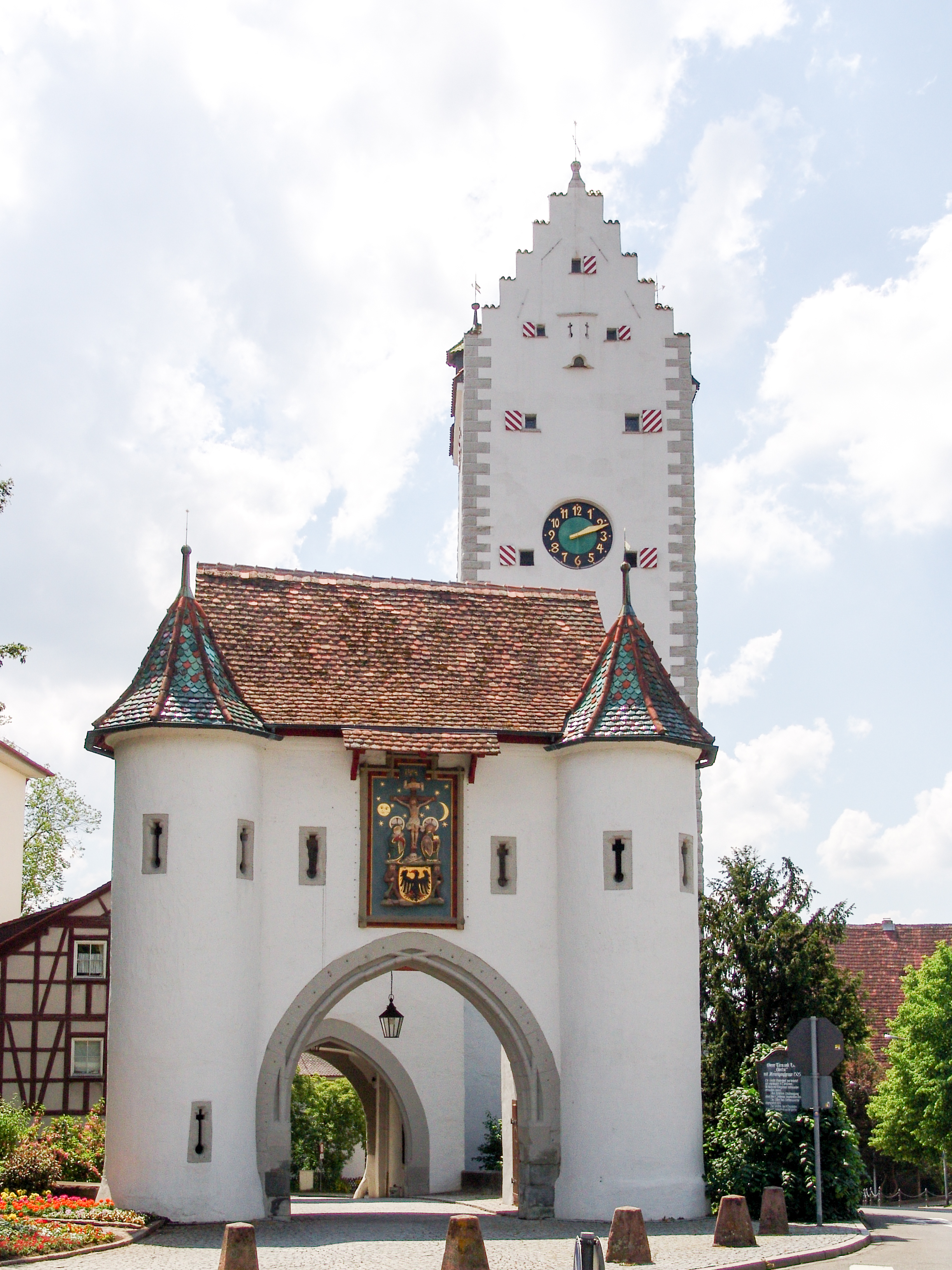
Oberes Tor (Nordansicht)

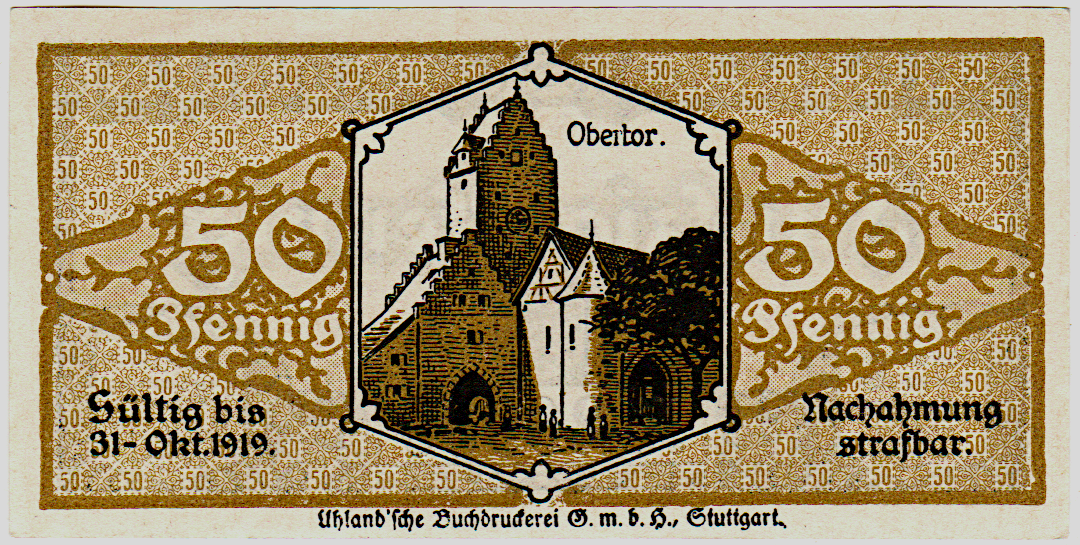
Das Obertor auf einem Notgeldschein, von 1917.

- Im Norden war die Stadt am stärksten befestigt, was sich an der Doppeltoranlage des Oberen Tores mit dort erhaltener Stadtmauer nebst Wachtürmen beim Spital und ehemaligem Königsbronner Pfleghof zeigt. Wann das Obere Tor genau erbaut wurde, ist fraglich: 1280 wurde das „Oberes Tor“ zum ersten Mal in einem Streit zwischen Pfullendorf und der Grafschaft Sigmaringen als Grenzpunkt genannt, als die Grafschaft Hochobrigkeitsrechte bis an die Stadtmauern (Oberes Tor) beanspruchte.[77] 1239 tritt überhaupt zum ersten Mal ein „Pfullendorfer Tor“ auf.[78] Jedoch gestattete erst das Stadtprivileg von 1220 eine Ummauerung der Stadt. Das eigentliche Obere Tor auf dem höchsten Punkt des Molassehangs, an dem die Stadt liegt, wurde 1505 durch ein nordwärts vorgelagertes Ziertor, das durch einen künstlich angelegten Wassergraben getrennt von diesem steht, zur gotischen Doppeltoranlage erweitert.[79][74] Die Doppeltoranlage wird durch den 38 Meter hohen Beobachtungsturm mit hölzernen Treppenhaus und Zwischenplattformen, Schießscharten und Staffelgiebel überragt.[79] Im Inneren des Turms wurden eingeritzte, teilweise geheimnisvolle Zeichen und Namen entdeckt. In der vierten Etage befinden sich die beiden ehemaligen Gefängniszellen, die mit einer doppelten schweren Holztüre versehen und mit bis zu fünf Schlössern behängt sind. Die bisher letzten Inhaftierten brachte die französische Besatzungsmacht 1945 auf den Turm hinauf.[2] Nachdem der Turm aus Sicherheitsgründen fünf Jahre lang für die Öffentlichkeit verschlossen war, tauschte die die Stadt im Frühsommer 2014 die morsche Treppe samt Geländer bis zur zweiten Plattform gegen eine neue aus Fichtenholz aus, weiter oben wurden die noch gut erhaltenen Tritte neu gefasst.[79] Das Vortor, ein Torhaus mit Fachwerkgiebel, ist seitlich von zwei halben Rundtürmen mit Schießscharten flankiert. Über dem spitzbogigen Tordurchgang befinden sich Reliefen einer Kreuzigungsgruppe und darunter das von zwei „Wilden Männern“ gehaltene Reichsstadtwappen der Stadt.[76] Das innere Torhaus zeigt sich mit Staffelgiebel und zwei spitzbogigen Einlasspforten.[76] Die Doppeltoranlage ist dem Brückenheiligen St. Nepomuk geweiht. Das einzige noch erhaltene Stadttor im Landkreis Sigmaringen[80] ist denkmalgeschützt und gilt als das Wahrzeichen der Stadt.
- Das Engelinstor, auch „Vorstadttor“ genannt, nahm im Nordwesten den Platz zwischen dem früheren Hotel „Grüner Baum“ und der gegenüber in stattlichen Überresten noch vorhandenen Stadtmauer ein. Es bestand bereits 1337 unter diesem Namen. Im Jahr 1829 (nach anderen Angaben 1840[74]) wurde der Turm, das dabei befindliche bürgerliche und Kriminalgefängnis und das angeschlosse Wohngebäude abgebrochen. Die wertvollen Bau- und Bruchsteine wurden zum Bau des Linzer Schulhauses kostenlos zugeführt.[81]
- Das Gebsentors im Südosten wurde 1353 als „Gepzen Tor“ urkundlich in einem Verkauf an das Kloster Königsbronn genannt. Es wurde 1844 abgebrochen.[74] Die Abbruchsteine wurden zum Bau des Gasthofs „Frieden“ in Mottschieß für 236 Gulden ersteigert.[82]
- Das Steinbrunnentor, das in der Unterstadt kurz vor dem ehemaligen Bahnübergang am Stadtgarten die Einlasspforte für die Landbevölkerung, die aus der Richtung von Aftholderberg nach Pfullendorf kam, zur Stadt bildete[76], wurde im Jahr 1831 abgerissen.[74] Die Abbruchsteine wurden in der Alten Schule in Aach-Linz verbaut.[83]

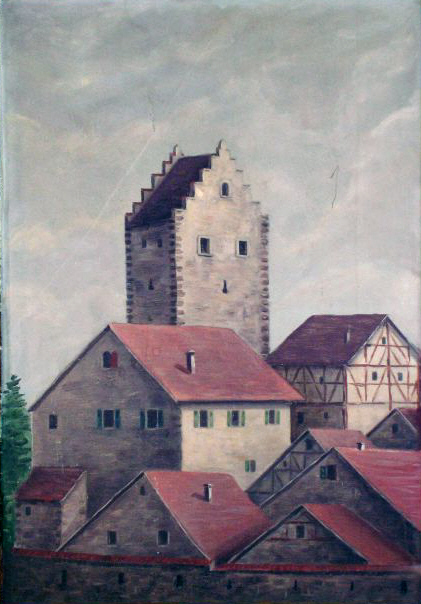
Engelinstor; Ölbild von Matthäus Hofmann (1866–1929)
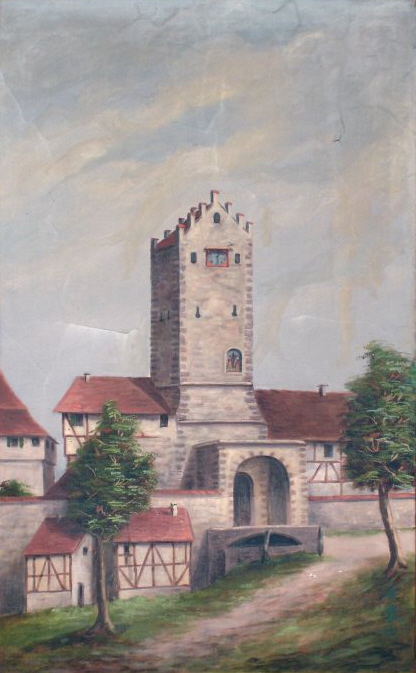
Gebsentor; Ölbild von Matthäus Hofmann (1866–1929)
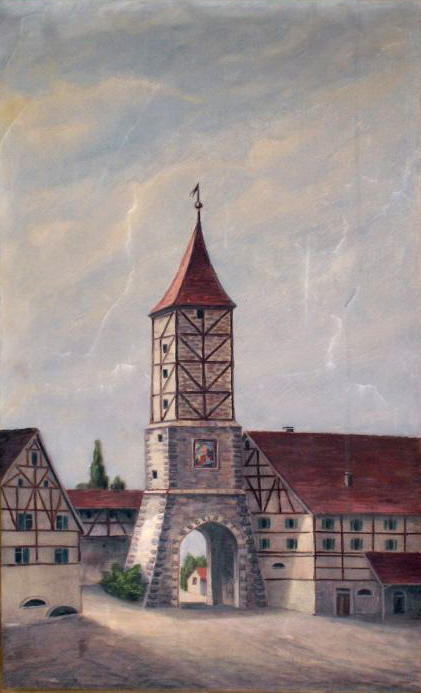
Steinbrunnentor; Ölbild von Matthäus Hofmann (1866–1929)
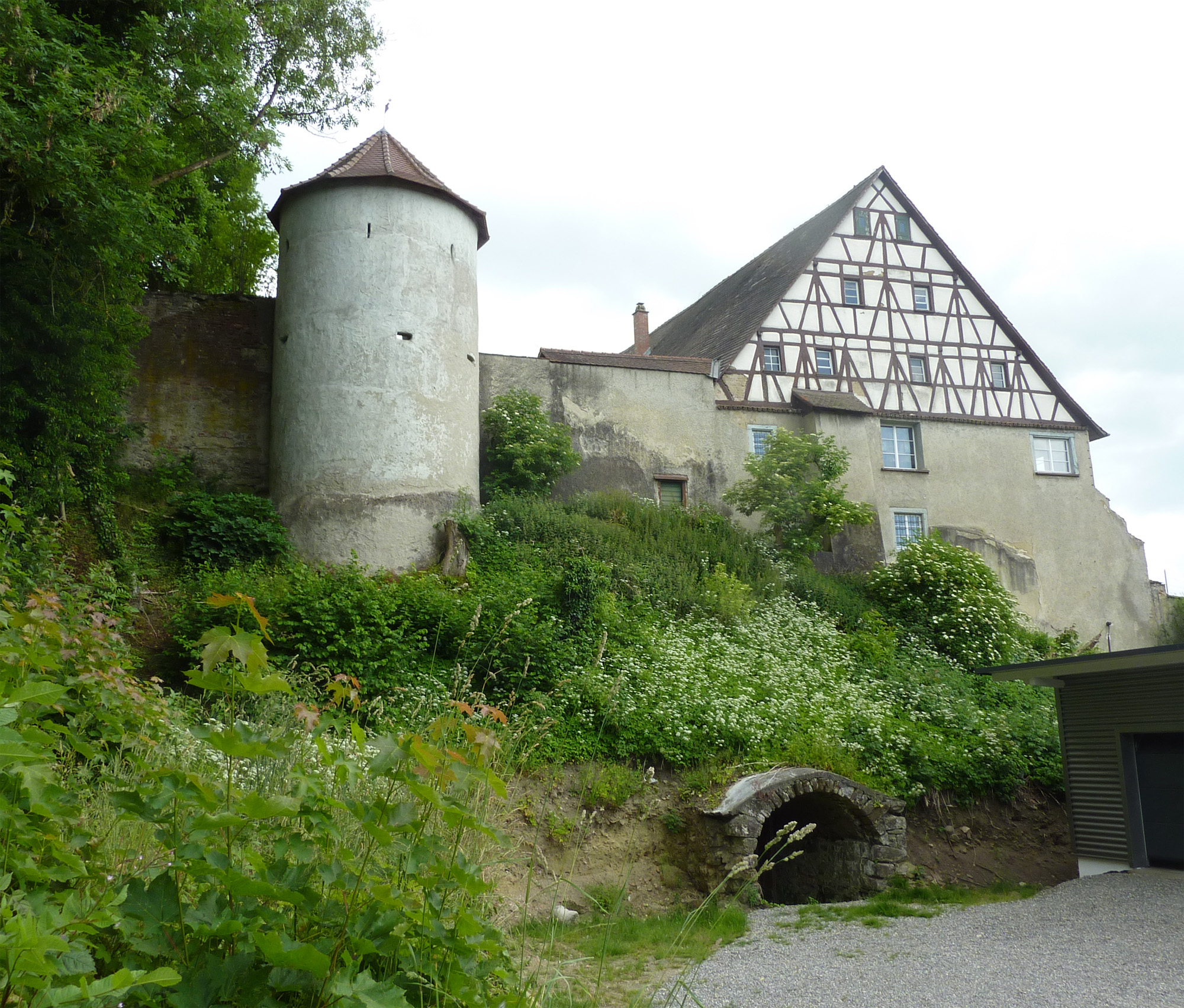
Niederer Rundturm mit Stadtmauer im Westen
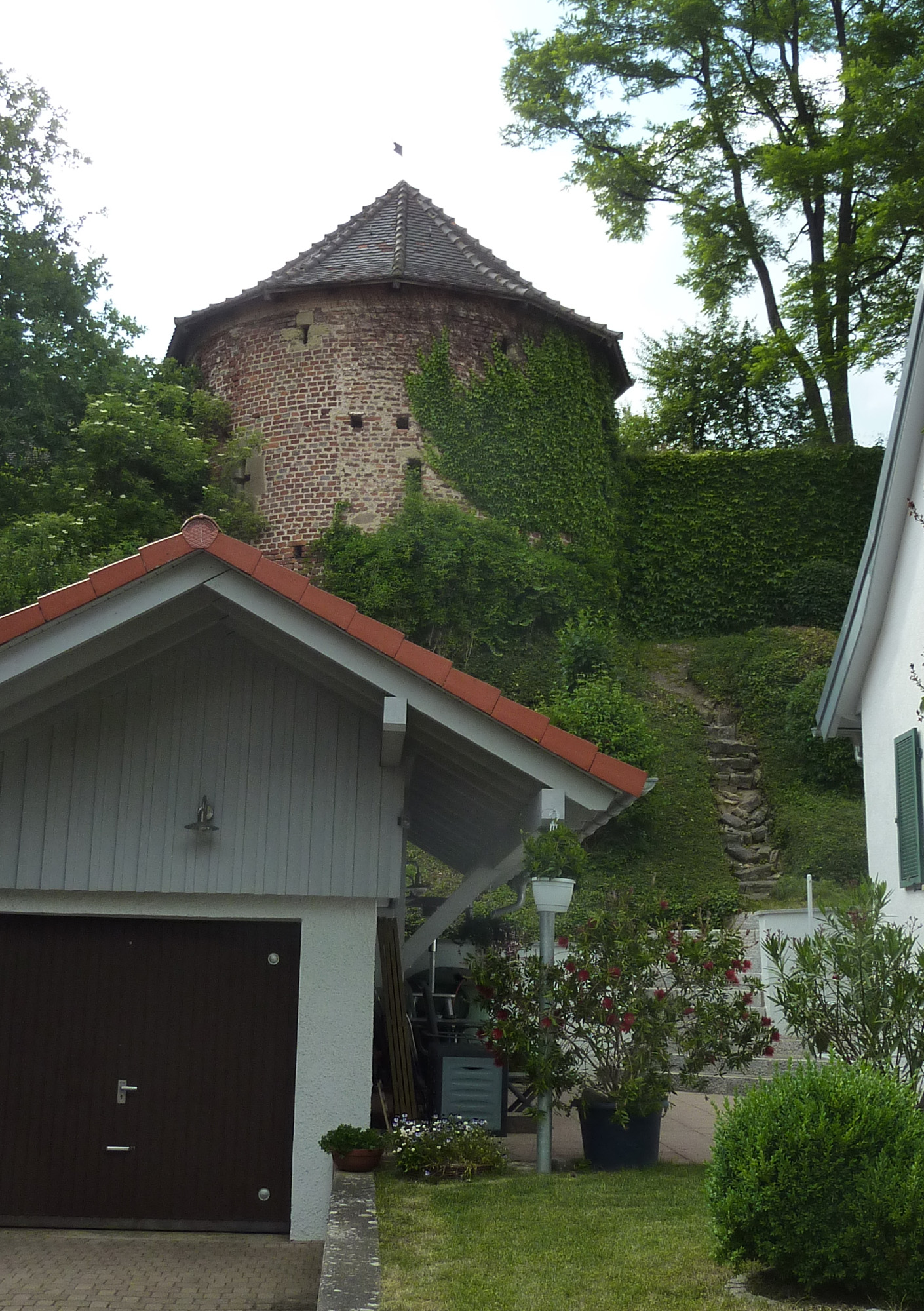
Pulverturm mit Stadtmauer im Osten

#### Keller

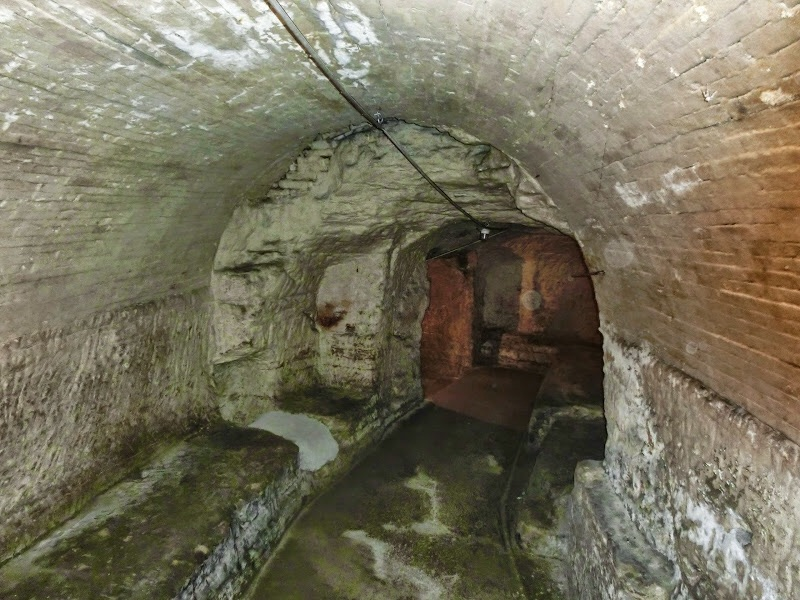
Im Rössle-Keller

Baugeschichtliche Besonderheit der Altstadt ist, dass alle Häuser in die Molasse getriebene Naturkeller aufweisen. Diese Keller und Gewölbe waren teilweise durch hunderte Meter lange Gänge miteinander verbunden. Am bekanntesten ist der 1730 erstmals erwähnte Felsenkeller unter dem heutigen Hotel „Adler“, er ist der Öffentlichkeit zugänglich. Weitere Keller sind die an der alten Stadtmauer, wo sich einst die Brauerei zum „Grünen Baum“ befand, der Bierkeller in der Lammgasse, sowie unterhalb der Grundschule „Am Härle“. Bis in die 1960er Jahre wurden sie noch mit Eis, das man im Winter an sogenannten Eisgalgen gewann, temperiert. Unbekannter sind jedoch die Keller unter dem „Buchenwasen“ an der heutigen Aftholderberger Straße. Wann die vier miteinander verbundenen Keller in den Hang gegraben wurden, ist nicht bekannt, doch wurden sie schon 1910 nicht mehr benutzt. Im Zweiten Weltkrieg dienten die Keller als Luftschutzkeller.

### Stolpersteine
Am 8. April 2005 wurde angeregt durch Donata Höffer auf dem Gehweg an der Ecke Mühlensteigle/Zum Eichberg von Gunter Demnig ein Stolperstein verlegt, um an das Schicksal des ermordeten 23-jährigen polnischen Zwangsarbeiters Jan Kobus zu erinnern. Dieser wurde am 5. April 1941 an dieser Stelle, an einem Baum im damaligen Gewann „Sieben Linden“ außerhalb der Stadt wegen Rassenschande mit einer 20-jährigen Deutschen gehängt. Beide hatten auf einem Bauernhof in Ruschweiler gearbeitet, waren eine Liebesbeziehung eingegangen, aus der ein Kind hervorging. Die Hinrichtung fand vor den Augen der örtlichen NS-Formationen, Pfullendorfern Bürgern sowie hunderten polnischen Kriegsgefangenen und Zwangsarbeiter aus der Umgebung zur Abschreckung und unter militärischer Bewachung statt. Die schwangere Frau war nach drei Monaten versetzt worden und gebar ihr Kind im Gestapo-Gefängnis in Konstanz, wo sie zuvor nach vielen Verhören den Namen des Vaters preisgab. Nach dem Krieg errichteten ehemalige polnische Zwangsarbeiter an der Mordstätte eine von einem polnischen Steinmetz gestaltete obeliskartige, schwarze Marmorsäule, mit einer Inschrift in Deutsch, französisch und polnisch. Im Zuge der baulichen Erschließung für das neue Wohngebiet am Eichberg in den Jahren 1962/1963 wurde dieser Gedenkstein in den Alten Friedhof gebracht, wo er bleibend an der Mauer, gegenüber dem Eingang vom Krankenhaus steht.

### Naturdenkmäler
- Der Bahndamm zwischen Pfullendorf und Aach–Linz mit seiner in der Region einmaligen Magerkalkrasen-Fläche (Halbtrockenrasen) ist eingetragenes Naturdenkmal. Um das Verschwinden von seltenen Tieren und Pflanzen zu verhindern und damit ein ökologisch wertvolles Terrain zu erhalten, besteht seit rund 25 Jahren eine Pflegepflicht. Diese umfasst das Abmähen der Rasenfläche jeweils nach der Vegetationsphase und das Abfahren und ordnungsgemäße Entsorgen des Schnittgutes. Die Eigentümer können zu dieser Pflege nicht gezwungen werden, dürfen die Maßnahmen aber auch nicht verhindern.[88]

### Parks

#### Seepark Linzgau

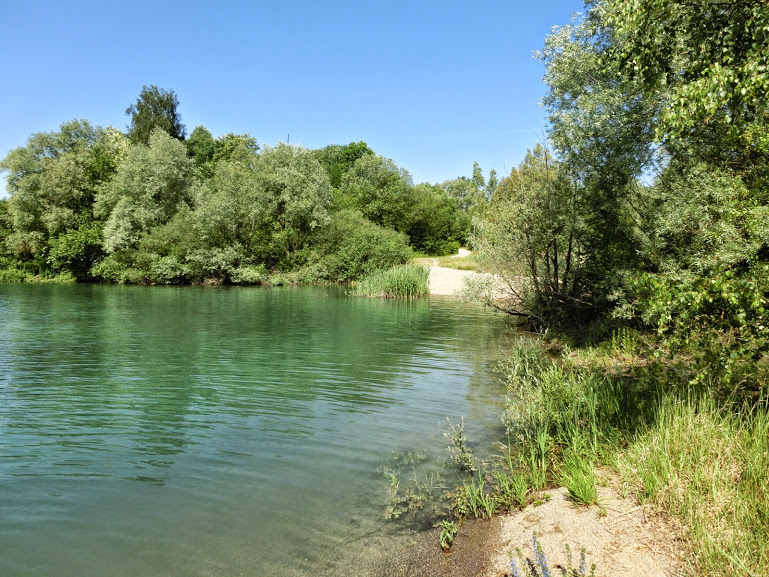
Im Seepark Linzgau

Der Seepark Linzgau liegt am westlichen Stadtrand Pfullendorfs. Er entstand 2001 im Rahmen des landesweit ersten Grünprojekts „Natur in Stadt und Land“ auf dem Gelände, das zum alten Baggersee gehörte. Peter Lenk steuerte einen Brunnen mit Graf Bernadotte als Motiv bei. In der Anlage befinden sich zwei Kinderspielplätze, der sogenannte Seeungeheuer-Spielplatz und der Bachspielplatz, ein Strandbad mit Liegewiese und Ballsportanlagen und ein großes Restaurant. Auf dem Planetenweg wird das Sonnensystem im Maßstab 1:1,4 Milliarden dargestellt, hier kann man den See entlang zum Bienenschauhaus wandern, dort steht auch eine Weidenkapelle. Nach der kleinen Landesgartenschau 2001 entwickelte sich der innerhalb der Ferienregion Nördlicher Bodensee gelegene Seepark zu einem beliebten Ausflugsziel.
Seit 2005 gibt es im Seepark den Wasserskipark Pfullendorf, eine Wasserski- und Wakeboardanlage. Sie war im Jahr 2006 Austragungsort der Deutschen Wakeboard-Meisterschaften.
Im Mai 2007 wurde „Deutschlands verrückteste Abenteuer-Golfanlage“ durch das gemeinnützige Beschäftigungsprojekt Werkstättle eröffnet, die aus achtzehn aufwändigen Adventure-Golfbahnen und zwei Übungsbahnen auf Kunstrasen mit viel Wasser und technischen Überraschungen auf über 6400 m² besteht. Die Bahnen haben eine Länge zwischen 10 und 30 Metern und wurden mit dem Preis „Deutschland – Land der Ideen“ ausgezeichnet. In der Saison 2009 wurden 45.000 Besucher gezählt.
Im Juli 2012 wurde eine Fußballgolfanlage mit 30.000 Quadratmetern und achtzehn Bahnen mit einer Länge zwischen 30 und 130 Metern direkt beim Parkplatz West des Seeparks eröffnet. Dort befand sich auch der 2018 geschlossene Erlebnistierpark Jägerhof.
Seit Juni 2015 gibt es eine Tauchbasis mit Tauchschule und geführten Tauchgängen im Seepark.
Der Seepark ist Revier von mindestens zwei oder drei der sechs bis acht im Stadtgebiet lebenden Biber.

#### Stadtgarten

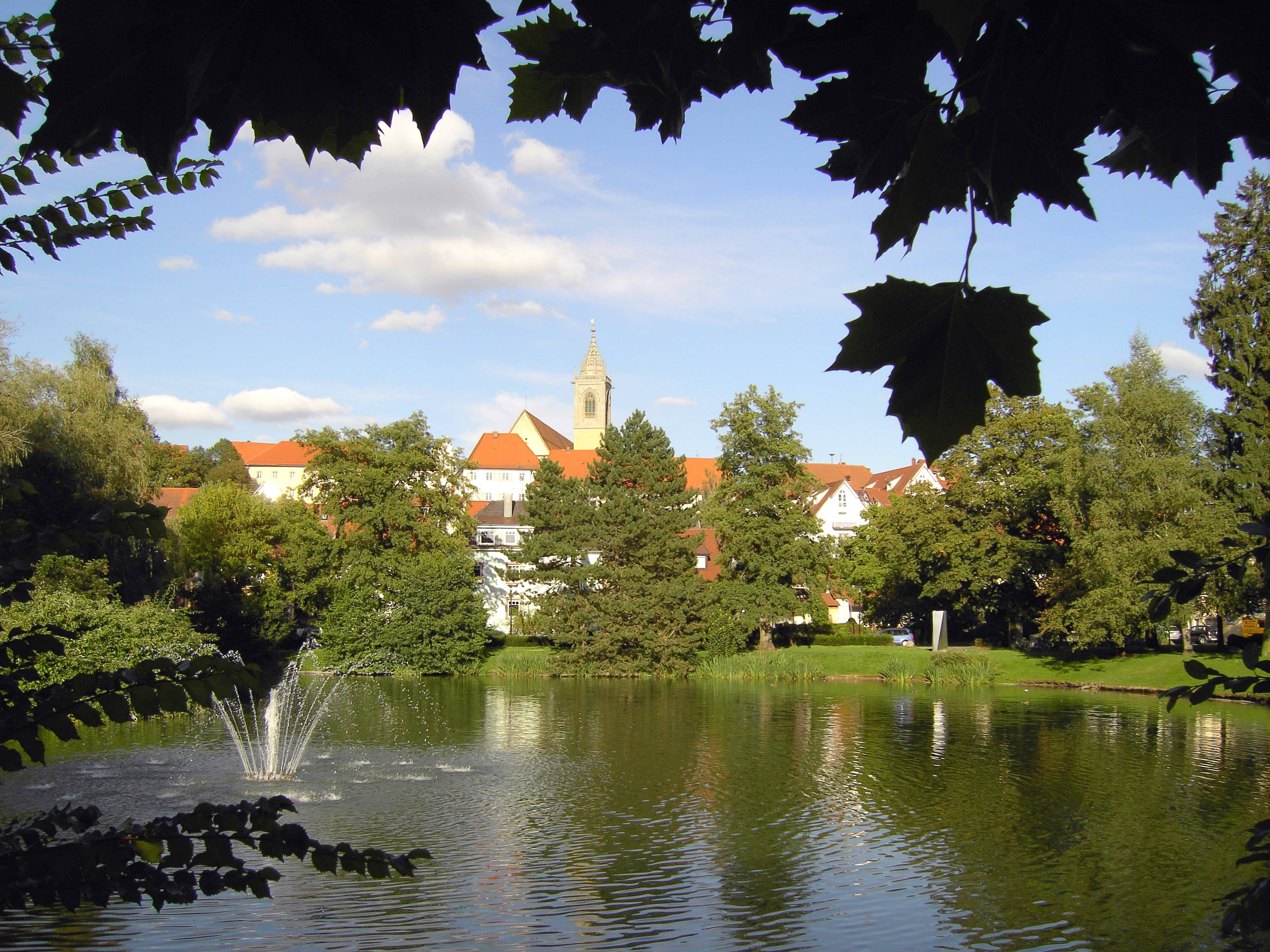
Stadtteich im Stadtgarten

In der Stadtmitte hat Pfullendorf einen kleinen, Stadtgarten genannten Stadtpark. Hier befindet sich der Stadtsee, mit einer kleinen Insel und Springbrunnen. Er ist ein beliebter Aufenthaltsort, besonders ältere Menschen schätzen den Rundweg und die vielen Bänke zum Ausruhen. Der Stadtsee ist Heimat einer großen Entenkolonie. Im Stadtgarten befindet sich auch ein Mahnmal, das der Opfer von Gewalt, Krieg und Willkürherrschaft gedenkt.

### Musik
Es gibt Kirchenchöre in Pfullendorf, Aach-Linz, Denkingen, Otterswang und Zell, Musikvereine in Pfullendorf („Stadtmusik“), Aach-Linz, Denkingen und Otterswang, in Pfullendorf einen Posaunenchor und den Männergesangsverein und in Aach-Linz ein Akkordeonorchester.

### Sport

#### SC Pfullendorf
Der weit über die Stadtgrenzen hinaus bekannte Sportclub Pfullendorf spielte 21 Jahre lang in dritthöchsten Ligen und 16 Jahre lang in Viertklassigkeit. Seinen größten Erfolg feierte der Verein im Jahr 2000 unter dem damaligen Trainer Frank Wormuth, als er sich als Zweitplatzierter der Regionalliga Süd für die Aufstiegsrunde zur 2. Bundesliga qualifizierte. Der Aufstieg wurde aber nach einem 1:1 zuhause gegen den späteren Aufsteiger LR Ahlen sowie einer 1:3-Niederlage beim 1. FC Union Berlin verpasst. Außerdem schlug der Verein den damaligen Bundesligisten Arminia Bielefeld in der 1. Runde des DFB-Pokals 2006/2007 mit 2:1 und zog dadurch in die zweite Runde ein. Aktuell spielt der Verein in der sechstklassigen Verbandsliga Südbaden.

#### Weitere Fußballvereine
In der Teilgemeinde Denkingen gibt es den „SV Denkingen 1969 e. V.“, der seit Jahren in der Landesliga spielt und in Aach-Linz den „TSV Aach-Linz 1910 e. V.“ mit breitgefächertem Sport- und Freizeitangebot.

#### Sektion Pfullendorf des Deutschen Alpenvereins
Der zweitgrößte Verein in Pfullendorf ist nach dem Turnverein die Sektion Pfullendorf des Deutschen Alpenvereins mit 1738 Mitgliedern (Stand: 31. Dezember 2021). Neben dem umfangreichen Jahresprogramm mit Wandern, Bergsteigen, Skibergsteigen, Langlauf, Ski- und Snowboardschule und Klettern wird auch ein Kletterturm mit Boulderwand im Tiefenthal betrieben.
Mit der Bergwald-Loipe verfügt Pfullendorf über einen, durch vereinseigenes Gerät gespurten Rundkurs für klassische Technik mit vier Kilometer Länge und einem Höhenunterschied von 40 Meter und einer gewalzten Skatingstrecke für Langläufer, die den Schlittschuschritt bevorzugen, mit 1,2 Kilometer Länge und rund 25 Meter Höhenunterschied. Der Einstieg befindet sich am Stadtrand gegenüber der Flugplatz-Gaststätte, wo auch geparkt werden kann.

#### Wassersport
- Schwimmverein: Der Schwimmverein in Pfullendorf hat sowohl im Hallenbad als auch im Waldbad Trainingsmöglichkeiten.
- Ruderclub: Seit 2001 kann im Seepark das Rudern gelernt werden. Der anschließend gegründete Pfullendorfer Ruderclub 2002 e. V. trainiert vom Frühjahr bis Herbst größtenteils im Seepark, während der Wintermonate in einem Trainingsraum.
- Bootschen: Jenische aus Pfullendorf gewannen in einer gemischten Mannschaft das weltweit erste Bootsch-Turnier 2005 in Singen
- Wasserskipark Pfullendorf: Wasserski- und Wakeboardanlage im Seepark Linzgau[97]

#### Weitere Sportvereine
Des Weiteren gibt es in Pfullendorf noch den Tennisclub TC Pfullendorf, sowie den im Jahr 1860 gegründeten Turnverein TV Pfullendorf, der mit knapp 1600 Mitgliedern der größte Verein der Stadt ist.

### Regelmäßige Veranstaltungen

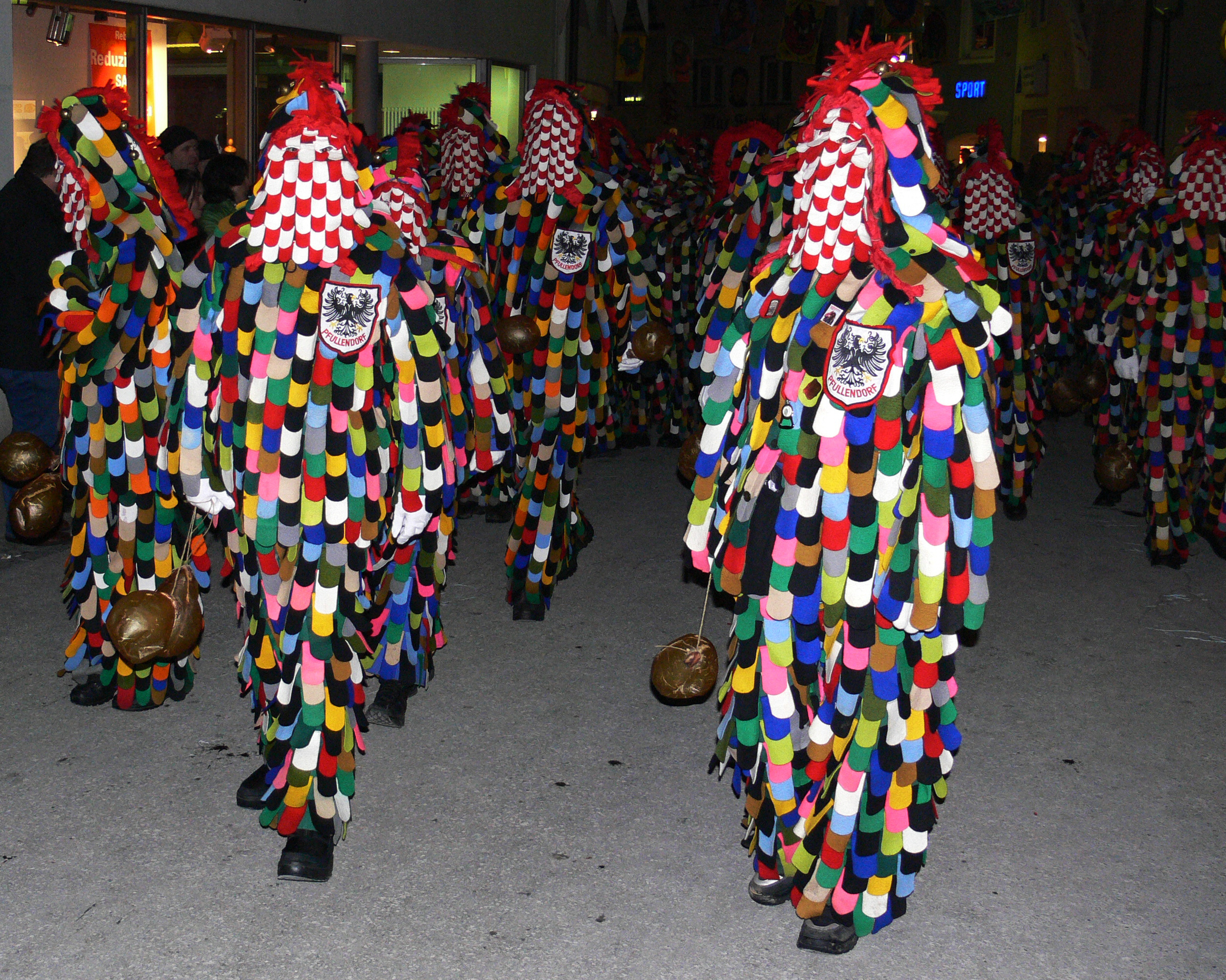
Narrenfigur „Hänsele“ der Narrenzunft Stegstrecker

- In Pfullendorf wird die schwäbisch-alemannische Fasnet durch die Narrenzunft Stegstrecker e. V. gepflegt. Der Vereinsbezeichnung „Stegstrecker“ ist ein übernommener Neckname, so sollen die Pfullendorfer einmal versucht haben, einen zu kurz geratenen Steg zu strecken.[98]
- Die Schnellergilde der Stegstreckerzunft pflegt am Funkensonntag den Brauch des Funkenabbrennens im Seepark.

## Wirtschaft und Infrastruktur

### Verkehr

#### Straßen
Die Stadt liegt an keiner Bundesstraße. Auf der Landesstraße 194 zwischen Pfullendorf und Aach-Linz sorgen über 11.000 Fahrzeuge täglich mit einem großen Transitanteil für eine hohe Verkehrsbelastung.

#### Bus- und Bahnverkehr
Pfullendorf ist in den Verkehrsverbund Neckar-Alb-Donau (NALDO) und seit dem 1. Januar 2009 auch im Bodensee-Oberschwaben Verkehrsverbund (bodo) eingebunden. Im innerstädtischen Verkehr wird ein Bürgerbus eingesetzt, der zwei Linien bedient.
Der Bahnhof der Stadt, der am 11. August 1873 eröffnet wurde, lag an der Bahnstrecke Altshausen–Schwackenreute. Die Strecke von Pfullendorf nach Schwackenreute wurde 1983, diejenige nach Altshausen 2004 stillgelegt. Seit 1971 gab es keinen Personenverkehr mehr; bis ins Jahr 2002 wurden die Schienen nach Altshausen noch für Transporte der großen Firmen genutzt. Am 31. Dezember 2009 wurde die 6,5 Hektar große Bahnbrache für 2,4 Millionen Euro von der Stadt gekauft und umgestaltet.
Seit 2009 fungiert die Stadt als Eisenbahninfrastrukturunternehmen für die reaktivierte Strecke im Abschnitt Altshausen – Ostrach – Pfullendorf. Sie wird seit 2011 wieder im Freizeitpersonenverkehr als „Räuberbahn“ befahren: An Samstagen, Sonn- und Feiertagen zwischen Mai und Oktober verkehren hier Radexpress-Züge. Auch im Güterverkehr wird die Strecke wieder genutzt; neben dem Pfullendorfer Containerterminal stehen Ladestellen in Burgweiler, Ostrach und Altshausen zur Verfügung. Das ehemalige Empfangsgebäude von 1926 (Franz-Xaver-Heilig-Straße 2), ein denkmalgeschützter, eingeschossiger verputzter Bau mit Mittelrisalit und Walmdach, beherbergt seit 2018 ein Restaurant.

#### Radverkehr
Über Alltagsrouten aus dem Radnetz Baden-Württemberg ist Pfullendorf über den Ortsteil Otterswang mit Krauchenwies und in der anderen Richtung über den Ortsteil Aach-Linz und über Herdwangen mit Überlingen verbunden.

#### Luftverkehr
Südlich der Stadt liegt der Flugplatz Pfullendorf (47° 55′ N, 009° 15′ O) auf 702 m ü. NN. Der seit 1968 öffentliche Verkehrslandeplatz Pfullendorf (ICAO: EDTP) verfügt über eine 609 m lange und 30 m breite Start- und Landebahn aus Gras. Sie ist ziemlich genau von Nord nach Süd ausgerichtet (01/19).

#### Fernwanderweg
Die Stadt ist Zwischenziel der Via Beuronensis, einem Abschnitt des Jakobswegs nach Spanien.

### Medien
Der Pfullendorfer Anzeiger, von 1881 bis 1936 durch die Verlegerfamilie List-Steiner gedruckt, war das Verkündigungsblatt für die Stadt und den Amtsbezirk Pfullendorf, das dreimal pro Woche erschienen ist. In der Zeit des Nationalsozialismus verlor dieses Organ im Zuge der Pressegleichschaltung seine Selbständigkeit. Der Anzeiger nahm dieselbe Funktion des Südkuriers ein, der nach dem Zweiten Weltkrieg die regionale Berichterstattung übernahm. 1952 hatte dann der Buch- und Verlagsdruckmeister Ernst Anton Schmidt die stillgelegte Druckerei bis 2008 übernommen. Für seine Tageszeitung betreibt die Südkurier Medienhaus GmbH in Pfullendorf eine Lokalredaktion. Rund 20 Jahre war die Schwäbische Zeitung mit einer Geschäftsstelle und einer Lokalredaktion in Pfullendorf vertreten, die zum Jahresende 2017 geschlossen wurden.

### Unternehmen
Im Jahre 1876 brauten die elf Brauereien Pfullendorfs insgesamt 8.370 Hektoliter Bier, das überwiegend in den Brauereigaststätten konsumiert wurde. Die größte Brauerei hatte der „Grüne Baum“ mit einem jährlichen Ausstoß von 227.000 Liter, die kleinste der „Mohren“ mit 32.000 Litern. Den größten Umsatz erzielten die Gaststätten an den Markttagen, wenn die Besucher vom Land in die Stadt strömten, darum befanden sie sich meist in unmittelbarer Nähe zum Marktgeschehen:
- Am Gebsentor hatte die Adlerbrauerei ihren Betrieb (heute: Hotel „Adler“). Der dazugehörige Malzturm in der Roßmarktgasse wurde schon vor Jahren abgebrochen.[76]
- Gleich hinter dem Steinbrunnentor braute die Brauerei „Zur Sonne“, von der heute nur noch die Gaststätte steht.[76]
- Am Engelinstor befand sich die zum früheren Hotel „Grüner Baum“ gehörende Brauerei.[76]
- Am Oberen Tor waren zwei Brauereien, außerhalb der Stadt die Mohrenbrauerei und innerhalb die Löwenbrauerei, das heutige Gremlichhaus.[76]
- Am Marktplatz braute der „Deutschen Kaiser“, in der Heiligenbergerstraße die Rößlebrauerei und oben in der Hauptstraße die Lammbrauerei. Die Lammbrauerei war die letzte betriebene Brauerei. Sie war von 1942 bis 1950 stillgelegt und wurde 1968 geschlossen.[76]
- Außerhalb der Stadtmauern lagen die Brauereien „Zum weißen Ochsen“ und „Zum Deutschen Haus“. Hier bot sich auch für die Händler die Möglichkeit, ihre Fuhrwerke abzustellen.[76]

Am Mühlesteigle oberhalb der Eisenbahnbrücke gab es einen Hopfengarten.
Die Stadt war bäuerlich geprägt, bis in den 1950er Jahren städtisches und spitalisches Vermögen eingesetzt wurde, um Industriebetriebe anzusiedeln. Alte Pfullendorfer Familien betrieben neben der Landwirtschaft auch Handwerksbetriebe. In Pfullendorf beträgt die Gesamtzahl der Beschäftigten 6194 (Stand: November 2010). Das neue Industriegebiet „Mengener Straße“ verfügt über 13 Hektar. Die größten Arbeitgeber vor Ort sind:
- Geberit: Geberit entwickelt Systeme und Produkte für Bad und Sanitär. Im 1955 hier angesiedelten Standort werden vorwiegend Aufputz- und Unterputz-Spülkästen aus Kunststoff hergestellt. 2010 arbeiteten 1460 Mitarbeiter in Vertrieb, Produktion und Logistik. 2009 wurden 25 Millionen Euro in den Bau eines europäischen Logistikzentrums investiert.[2]
- Kramer Allrad: Seit 2008 ist der Baumaschinenhersteller Kramer in Pfullendorf mit einem rund 30 Millionen Euro teuren Gebäudekomplex ansässig.[2]
- ESCAD: 2005 siedelte sich das Unternehmen in Pfullendorf an. Es ist Ingenieurdienstleister für die Automobil-, Luft- und Raumfahrtindustrie, und ist in der Automatisierungstechnik, Medizin- und Solartechnik tätig. Escad beschäftigt international etwa 600 Mitarbeiter.
- Extra Games Entertainment GmbH: Extra Games, ein Spielautomaten-Aufsteller in Gastronomiebetrieben und Betreiber von rund 250 Spielhallen in ganz Deutschland (Stand: 31. Januar 2015),[107] hat in Pfullendorf seinen Verwaltungssitz. Das Unternehmen wurde im Dezember 2005 von der österreichischen Novomatic übernommen.[2]
- Sparkasse Pfullendorf-Meßkirch: Pfullendorf ist Hauptsitz des Kreditinstituts mit 15 Filialen.
- Volksbank Pfullendorf eG: Die Stadt ist Hauptsitz der Genossenschaftsbank mit fünf Filialen.

Ursprünglich die Werkstatt des Möbelschreiners Albert Nothdurft, beschäftigte Alno in den Glanzzeiten rund 2500 Menschen. 2021 stellte das Unternehmen endgültig den Betrieb ein, das Unternehmen wurde liquidiert.
1952 übernahm der Buch- und Verlagsdruckmeister Ernst Anton Schmidt (1920–2008) die stillgelegte Druckerei List in Pfullendorf und verlegte dort ab den 1970er Jahren unter anderem die Ortschroniken von Pfullendorf und andere lokalhistorische Werke von Josef Groner. (Siehe Literatur.) 2000 stellte Schmidt den Verlags- und Druckereibetrieb ein.
Am Ort ist die international agierende Orgelbaufirma Glatter-Götz ansässig.
Ein weiteres wichtiges Standbein für die Stadt Pfullendorf ist der Tourismus. Pfullendorf gehört zur Ferienregion „Nördlicher Bodensee“. Im Jahr 2014 verzeichneten Pfullendorf und seine Teilorte 24.619 Übernachtungen.

### Öffentliche Einrichtungen

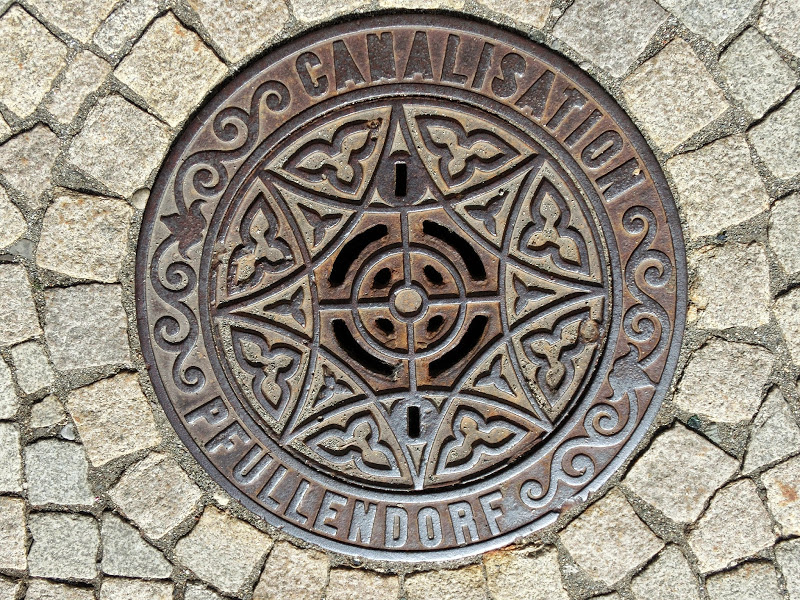
Schachtdeckel CANALISATION PFULLENDORF in der Innenstadt

#### Gesundheitswesen
Das 1963 erbaute Krankenhaus Pfullendorf, das zur 1996 gegründeten Kliniken Landkreis Sigmaringen GmbH gehörte, wurde 2022 geschlossen. Das Krankenhaus gehörte im Gegensatz zum Kreiskrankenhaus Sigmaringen und dem Krankenhaus Bad Saulgau nicht dem Landkreis Sigmaringen, sondern dem Spitalfonds Pfullendorf. Im ehemaligen Krankenhaus befindet sich die sogenannte Betesdakapelle.

#### Kaserne
In der Staufer-Kaserne in Pfullendorf sind folgende Einheiten untergebracht:
- Ausbildungszentrum Spezielle Operationen (mit Fernspählehrkompanie 200 und Ausbildungskompanie 209),
- Teile des Bundeswehr-Dienstleistungszentrums Immendingen.

Insgesamt sind dort rund 1000 Soldaten und Zivilisten stationiert oder angestellt. In den Hochzeiten waren es rund 2000. Am Ausbildungszentrum Spezielle Operationen (bis 2003: Internationale Fernspähschule) werden Soldaten aus Deutschland – vor allem für die Division Schnelle Kräfte (DSK) und das Kommando Spezialkräfte (KSK) – sowie aus acht weiteren Nationen ausgebildet.

#### Waldbad
Das Waldbad genannte Freibad existiert seit 1884. Heute ist es eine moderne Freizeiteinrichtung.

### Bildung
Das Bildungsangebot in Pfullendorf besteht aus folgenden Einrichtungen:
- Grundschule am Härle
- Grund- und Werkrealschule Sechslinden
- Realschule zum Eichberg – mit Ganztagsangebot
- Staufer-Gymnasium
- Förderschule – mit Ganztagsangebot. Die offizielle Namensgebung erfolgte am 14. Mai 2010. Namensgeber ist Kasimir Walchner.[111]
- Volkshochschule Pfullendorf

## Persönlichkeiten

### Ehrenbürger
- Albert Nothdurft[112][113] (1905–1997), Gründer der Alno AG (1927) und Träger des Bundesverdienstkreuzes am Bande. Er zog 1957 von Wangen bei Göppingen nach Pfullendorf und errichtete damals Produktionsstätten für 300 Mitarbeiter.
- Hans Ruck,[112][113] Jurist, Bürgermeister[114]
- Josef Schreck[112][113](1853[115]–1931[116]), praktischer Arzt (1912),[117] Medizinalrat und Narrenpräsident
- 1907:[118] August Ambros (1829–1915), großherzoglicher Medizinalrat,[112] Ritter des Zähringer Löwenordens 1. Klasse[119]
- 1921, 20. Juli: Josef Thum (1858–1937), Amerikaauswanderer[120]
- 1933: Paul Heilig,[112][113] Unternehmer und Stifter eines Kriegerdenkmals, genauer gesagt die Kunststeinerweiterung rings um ein schon bestehendes Bronzedenkmal im Hurra-Germania-Stil (Marmor-Umrandung).[121]
- 1961:[122] Johann Schupp[113] aus Zell,[123] promovierter Pfarrer und Heimatforscher[124]
- 1990:[125] Josef Groner[126] (1915–1997), Dominikaner, katholischer Theologe und Historiker
- 1994:[127] Paul Kerle[113] (1922–2011),[128] langjähriger Vorsitzender des Heimat- und Museumsvereins, Ehrenzunftmeister der Stegstreckerzunft
- 1995:[127] Elmar Hettler[113] (1921–2017[129][130]), Stadtpfarrer
- 1999:[127] Sigurd Lange[112][113] (1904–2000), Maler und Grafiker
- 2002:[127] Hermann Löffler[112][113] (1907–2008[131]), Stadtkämmerer, Gemeinde- und Kreisrat (CDU/FW),[132] Geschäftsführer der Sozialstation St. Elisabeth und Träger des Bundesverdienstkreuzes (1988)[133]
- 2002:[127] Walter Ott[112][113] (1924–2016),[134] Unternehmer, Aufsichtsratsvorsitzender,[132] Gemeinde- und Kreisrat (CDU)[135]
- 2012:[125] Hermann Billmann (* 1947), langjähriger evangelischer Pfarrer[136]
- 2020:[137] Peter Schramm, Direktor des Stauffer-Gymnasiums

### Söhne und Töchter der Stadt
- Jakob Feucht (~1550–1580), katholischer Theologe
- Wendel Dietterlin (1550–1599), Maler, Baumeister und Bautheoretiker
- Johann Ludwig Ungelehrt (auch Johann Ludwig a Musis) (1599–1662), Franziskaner, Provinzial der oberdeutschen Minoritenprovinz, Dichter
- Probus Heine (nach 1600–1677), Ordensbaumeister der Kapuziner
- Sebastian Hyller (1667–1730), von 1697 bis 1730 Abt der Reichsabtei Weingarten, Erbauer der Weingarter Basilika (1715)
- Franz Anton Dreher (1736–1820), Bierbrauer in Wien, Stammvater der Brauereibesitzerfamilie Dreher
- Konrad Heilig (1817–1849), badischer Revolutionär
- Franz Xaver Heilig (1826–1888), Kaufmann, Mitglied des Deutschen Reichstags (Nationalliberale Partei)
- Ildefons Schober (1849–1918), Benediktiner, Abt von Seckau (1887–1902) und Erzabt von Beuron (1908–1917) sowie Generalsuperior von St. Ottilien (1896–1902)
- Ludwig Neumann (1854–1925), Geograph
- Hugo Rahner (1900–1968), katholischer Theologe
- Josef Groner (1915–1997), Dominikaner, katholischer Theologe und Historiker
- Elmar Mauch (1927–2011), Politiker und Oberbürgermeister der Großen Kreisstadt Bad Mergentheim (1962–1995)
- Kuno Bärenbold (1946–2008), Schriftsteller und Zimmermann
- Lothar Riebsamen (* 1957), Politiker und Bundestagsabgeordneter (CDU), zuvor langjähriger Bürgermeister der Gemeinde Herdwangen-Schönach
- Johannes Brunner (* 1963), Künstler und Regisseur
- Roderich Kiesewetter (* 1963), Politiker und Bundestagsabgeordneter (CDU)
- Dörte Schmidt (* 1964), Musikwissenschaftlerin und Professorin
- Xaver Zembrod (* 1966), Fußballspieler und -trainer
- Matthias Bürgel (* 1970), Kriminalhauptkommissar und Autor
- Achim Hollerieth (* 1973), Fußballtorwart und -trainer
- Michael Snow (* 1974), Rechtsanwalt und Vorsitzender des Kuratoriums der Wikimedia Foundation
- Nico Schneck (* 1987), Fußballspieler und -trainer
- Daniel Schuhmacher (* 1987), Gewinner der Show Deutschland sucht den Superstar 2009
- Sinan Gümüş (* 1994), Fußballspieler
- Marius Wegmann (* 1998), Fußballspieler
- Omar Sijarić (* 2001), Fußballspieler

### Persönlichkeiten, die im Ort gewirkt haben
- Otto I. (um 1117–1183), Herzog von Bayern; gestorben in Pfullendorf
- Sigurd Lange (1904–2000), Maler; lebte und arbeitete in Pfullendorf, 1999 zum Ehrenbürger ernannt
- Norbert Lins (* 1977), Europaabgeordneter mit Betreuungsgebiet Regierungsbezirk Tübingen; lebt in Pfullendorf
- Makeleta Stephan (* 1978), tongaische Skilangläuferin; lebt im Stadtteil Großstadelhofen